# Antoon van Dyck
(Giovanni Pietro Bellori)
Antoon van Dyck (Anversa, 22 marzo 1599 – Londra, 9 dicembre 1641) è stato un pittore fiammingo, principalmente ritrattista, che divenne il primo pittore di corte in Inghilterra, dopo un lungo soggiorno in Italia. È universalmente noto per i ritratti della nobiltà genovese e di Carlo I re d'Inghilterra, dei membri della sua famiglia e della sua corte. Con il suo metodo di pittura di rilassata eleganza, influenzò i ritrattisti inglesi, come Peter Lely, per i successivi anni. Oltre ai ritratti, per i quali fu molto apprezzato, si occupò anche di soggetti biblici e mitologici, introducendo alcune notevoli innovazioni pittoriche.
Fu allievo e amico del pittore Peter Paul Rubens, del quale assimilò la tecnica e in parte lo stile. Dopo aver trascorso la giovinezza ad Anversa, si spostò in Italia, dove compì il rituale viaggio di formazione, caratteristico di tutti i grandi pittori fiamminghi. Qui ebbe l'opportunità di vedere e copiare alcune grandi opere rinascimentali, specialmente del suo pittore favorito, Tiziano. Di ritorno dall'Italia, passò in Inghilterra, alla corte di Carlo I Stuart, dove si occupò quasi esclusivamente di ritratti.

## Biografia

### Primi anni e formazione

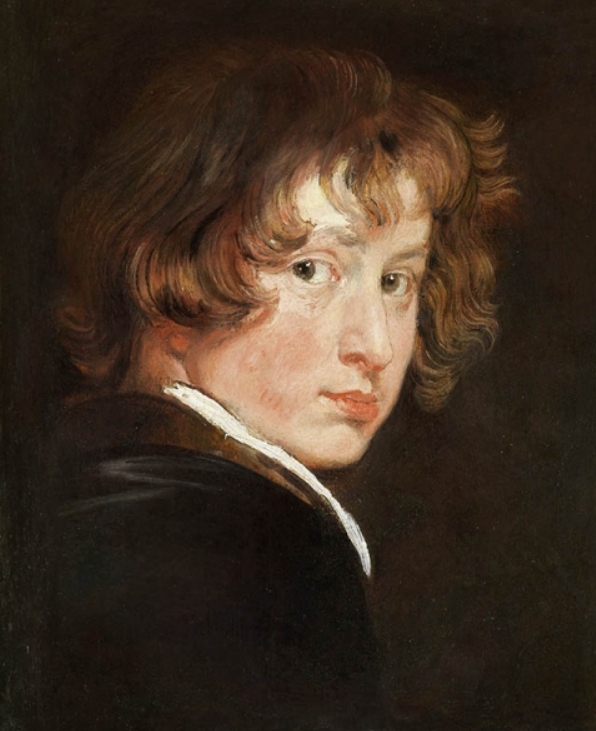
Autoritratto del 1613-14

Van Dyck nacque ad Anversa il 22 marzo 1599 in una casa chiamata "Den Berendans", nel centro della città. Il nonno Antoon (1529–1581), dopo essere stato pittore, aveva aperto un'attività da commerciante di seta; alla sua morte, sua moglie Cornelia Pruystinck continuò l'attività del marito, affiancata dai figli Francesco e Ferdinando. L'attività rendeva parecchio, visto che la famiglia aveva clienti persino a Parigi e Londra, oltre che in gran parte delle città fiamminghe.
Il padre di Antoon, Franchois, nel 1590 sposò in seconde nozze Maria Cuypers. Dal matrimonio con lei ebbe dodici figli, di cui Antoon fu il settimo. Visto l'allargarsi della famiglia, i Van Dyck decisero di acquistare una nuova casa, spaziosa e lussuosamente arredata, "De Stadt van Ghendt", comprendente persino un bagno. Antoon si dimostrò subito ricco di talento e nel 1609 fu inviato presso la bottega di uno dei migliori pittori della città, Hendrick van Balen, decano della Gilda di San Luca, ad imparare i rudimenti della pittura e fare esperienza. Il primo dipinto datato di Van Dyck è proprio di questi anni ed è il Ritratto di uomo settantenne del 1613, in cui sono evidenti i recenti insegnamenti di Van Balen. Ben presto, però, aprì una bottega personale assieme al giovane amico Jan Brueghel il Giovane, con il quale iniziò ad abbandonare la scuola del maestro. In questi anni, come tramanda lo stesso Jan Brueghel, Antoon ricevette l'incarico di eseguire una serie di dipinti raffiguranti i dodici apostoli e un Sileno ebbro. Di questo periodo è senza dubbio anche l'Autoritratto del 1613-14.
A partire dal 1617, Van Dyck lavorò a stretto contatto con Peter Paul Rubens, di cui divenne allievo, abbandonando la sua bottega autonoma. Seguirono mesi di grande collaborazione tra i due; Rubens parla di Van Dyck come del suo migliore allievo. Anche dopo l'11 febbraio 1618, giorno in cui venne ammesso nella Gilda di San Luca come maestro, Van Dyck lavorò con Rubens alla realizzazione di tele come Decio Mure congeda i littori o Achille tra le figlie di Licomede. Nella bottega di Rubens, ormai pittore affermato in tutta Europa, Van Dyck fece conoscere il suo nome negli ambienti dell'aristocrazia e della ricca borghesia e venne a contatto con la cultura classica e l'etichetta di corte. Il giovane Antoon imparò a imitare i modelli del maestro, adottandone molte caratteristiche, come è facile constatare nel dipinto L'imperatore Teodosio e sant'Ambrogio. Nel 1620 Rubens firmò un contratto con i Gesuiti di Anversa per la decorazione della loro chiesa. La decorazione, basata su disegni di Rubens, fu eseguita da Van Dyck; oltre a questa importante commessa, Antoon ricevette anche numerose richieste di ritratti da privati. Risalgono a questi anni dipinti come il Ritratto di Cornelius van der Geest o Maria van de Wouwer-Clarisse.

### Primo periodo inglese
Nell'ottobre del 1620, a ventuno anni, Van Dyck si trasferì a Londra, presso la corte del re d'Inghilterra Giacomo I. A convincerlo a spostarsi in Inghilterra erano stati l'insistenza del duca di Buckingham e di Thomas Howard, XXI conte di Arundel, quest'ultimo grande appassionato d'arte, amico di Rubens e protettore di Inigo Jones. Durante il soggiorno a Londra ottenne da Giacomo I una pensione annuale di cento sterline; tuttavia ben presto il conte di Arundel gli concesse un permesso di viaggio all'estero per otto mesi; non sarebbe tornato per undici anni. Le opere eseguite da Van Dyck durante il primo soggiorno inglese sono profondamente diverse da quelle realizzate sino ad allora nelle Fiandre. Ad Anversa, da poco ritornata al cattolicesimo, Antoon aveva la possibilità di eseguire solamente tele a carattere religioso o ritratti. A Londra invece godette di maggiore libertà, sia nell'esecuzione dei dipinti, sia nella scelta del tema da rappresentare. Nel quadro Sir George Villiers, futuro duca di Buckingham, e la moglie Lady Katherine come Venere e Adone, per esempio, Van Dyck rappresenta i novelli sposi come non aveva mai fatto: la tela ha carattere allegorico, con un gusto tipicamente pastorale, ispirato a Tiziano, e i due soggetti sono rappresentati a grandezza naturale. Altri dipinti conosciuti del periodo sono La continenza di Scipione e un ritratto del conte di Arundel.
Tornato ad Anversa, vi rimase per circa otto mesi; in questo lasso di tempo, mentre Rubens si trovava lontano, dipinse alcuni dei suoi ritratti più brillanti e innovativi, come il Ritratto di Isabella Brant, prima moglie di Rubens, e il Ritratto di Frans Snyders e di sua moglie Margareta de Vos. Quando comunicò la sua decisione di partire per l'Italia, Rubens gli fece dono di un cavallo per il viaggio e di numerose lettere di presentazione a pittori e a committenti.

### Italia

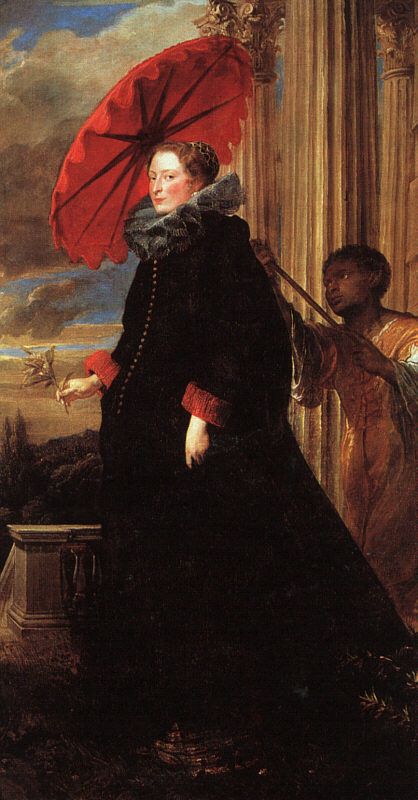
Ritratto della marchesa Elena Grimaldi Cattaneo, 1623

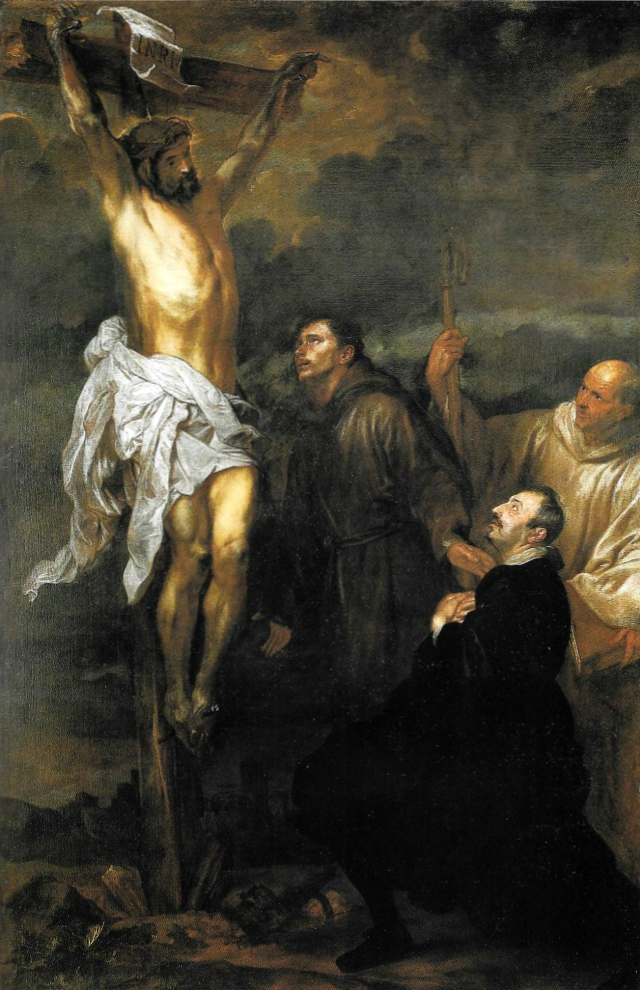
Francesco Orero in adorazione del Crocifisso alla presenza dei santi Francesco e Bernardo, 1627

Nel 1621 decise di partire per l'Italia, tradizionale viaggio dei pittori fiamminghi, dove rimase per sei anni, studiando e analizzando i lavori dei grandi artisti del Quattrocento e del Cinquecento e dove si affermò la sua fama di ritrattista.

Il 3 ottobre 1621 partì dalla città natale alla volta della prima tappa italiana: Genova. Arrivò nella città marittima, in quel tempo retta da un governo dogale, il 20 novembre 1621 e prese alloggio nella dimora dei pittori e collezionisti d'arte fiamminghi Lucas e Cornelis de Wael. Prima di arrivare a Genova, Antoon aveva già realizzato circa trecento dipinti, situazione opposta a quella del suo maestro Rubens o di Nicolas Poussin, che al loro arrivo in Italia non avevano ancora avuto occasione di lavorare così intensamente.
Presentato alla migliore aristocrazia cittadina, ebbe modo di ritrarre alcuni esponenti delle più facoltose famiglie del patriziato locale (Spinola, Durazzo, Lomellini, Doria, Brignole, ecc.); il suo immediato successo è dovuto in modo particolare alla fama di Rubens, che aveva vissuto e lavorato molto a Genova e di cui Van Dyck era visto come il nuovo rappresentante e continuatore.
A cavallo tra il 1621 e il 1622 il poco più che ventenne Van Dyck, liberatosi grazie all'esperienza inglese dal condizionamento religioso imposto dal ritorno al cattolicesimo della sua città natale (Anversa), trovò stimolante dedicarsi, oltre al ritratto, anche a scene mitologiche dove potevano comparire anche rappresentazioni a sfondo erotico. Fra queste, seguendo lo stile di Tiziano (il suo pittore preferito), Van Dyck realizzò il dipinto Vertumno e Pomona (104x150 cm). Il tema è il racconto della seduzione di Pomona, la dea romana preposta alla maturazione dei frutti, da parte di Vertumno, il dio etrusco, considerato il fautore del variare delle stagioni; per avvicinare Pomona, Vertumno avrebbe assunto le sembianze di una vecchia, riuscendo così nell'intento di sposare Pomona, rimanendole poi per sempre fedele.

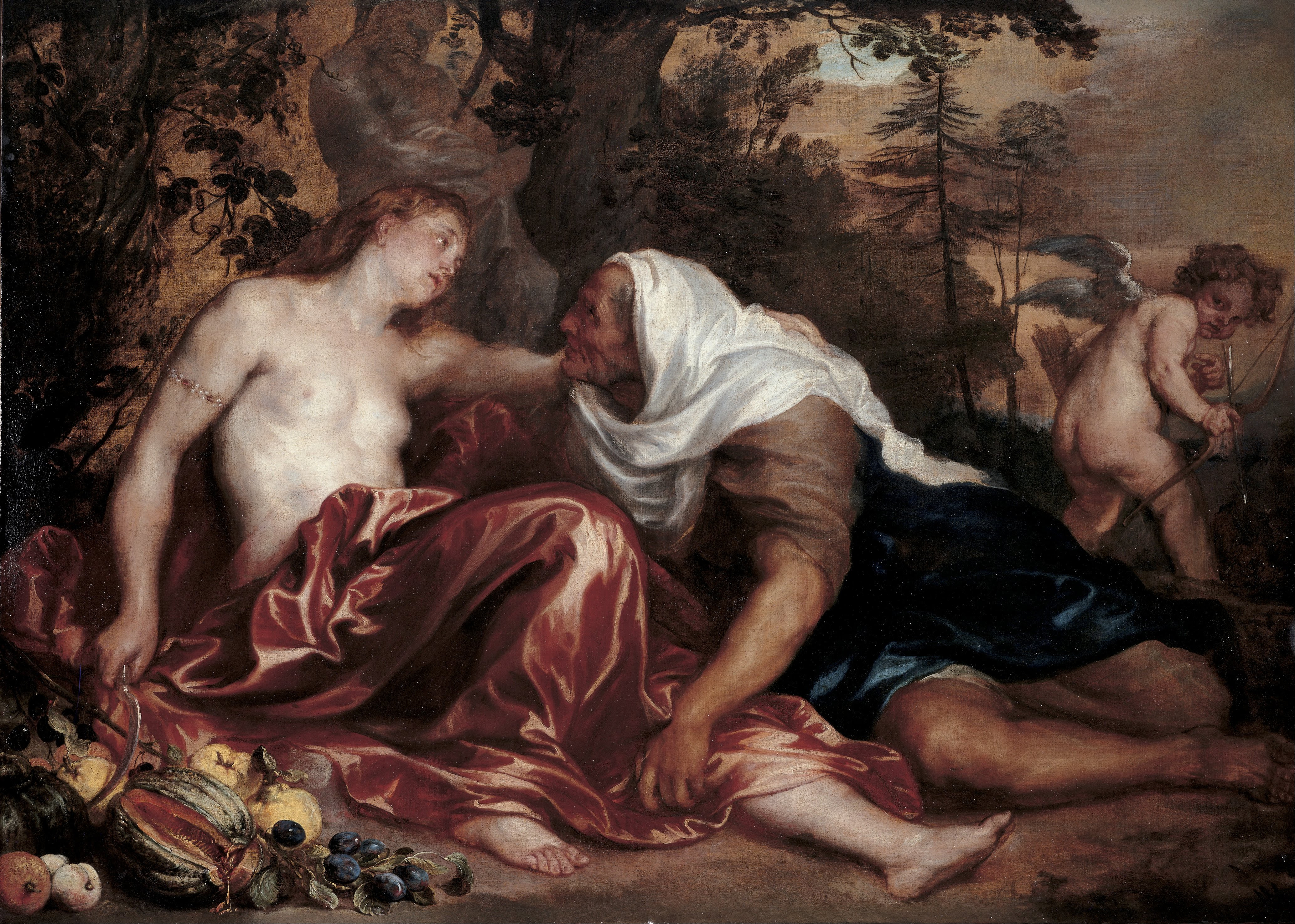
Vertumno e Pomona (1621-1622)

Da questa opera, realizzata secondo i canoni tizianeschi interamente da Antoon Van Dyck, negli anni successivi verrà realizzata una replica oggi presente nel museo di Palazzo Bianco a Genova, in cui, oltre alla mano di Van Dyck, vi è l'apporto di altri pittori, probabilmente Jan Roos (Anversa 1591 – Genova 1638) per lo sfondo. La seconda versione è dipinta su una tela più grande (142×197 cm), ma le figure di Pomona, Vertumno e Cupido sono perfettamente sovrapponibili all'opera realizzata qualche anno prima. La tela di dimensioni maggiori si rese indispensabile all'epoca per dare spazio alla vegetazione e alla statua di Vertumno sullo sfondo, come probabilmente richiesto da una committenza che, pur amando il soggetto, ne richiedeva una più ricca scenografia.
In seguito alla fortunata esperienza genovese, nel febbraio 1622 Van Dyck partì alla volta di Roma, dove soggiornò sino all'agosto di quell'anno e per gran parte del 1623. Accolto con favore nella Roma pontificia, venne introdotto nei migliori ambienti della società; durante il suo secondo soggiorno ricevette dal cardinale Guido Bentivoglio due importanti commissioni, che consistevano nella realizzazione di una Crocifissione e di un ritratto a figura intera dello stesso cardinale (il Ritratto del cardinale Guido Bentivoglio). Bentivoglio era divenuto cardinale l'anno prima ed era il protettore della folta comunità fiamminga romana, essendo stato nunzio pontificio a Bruxelles dal 1607 al 1615. Oltre a questo ritratto, uno dei più famosi di tutta la produzione di Van Dyck, il giovane pittore fece anche quello del cardinale Maffeo Barberini, che di lì a poco sarebbe divenuto papa con il nome di Urbano VIII. Di questo periodo sono altri numerosi ritratti, come quelli dei coniugi Shirley (Ritratto di Lady Theresa Shirley e Ritratto di Sir Robert Shirley). A differenza del maestro Rubens, Van Dyck non amò mai il mondo classico. Ne è testimonianza il suo Taccuino italiano, diario di schizzi e disegni realizzati sulla base di grandi opere studiate durante il soggiorno in Italia. A Roma ebbe comunque l'opportunità di osservare e copiare i capolavori dei grandi del Rinascimento, principalmente a Palazzo Ludovisi e a Villa Borghese.

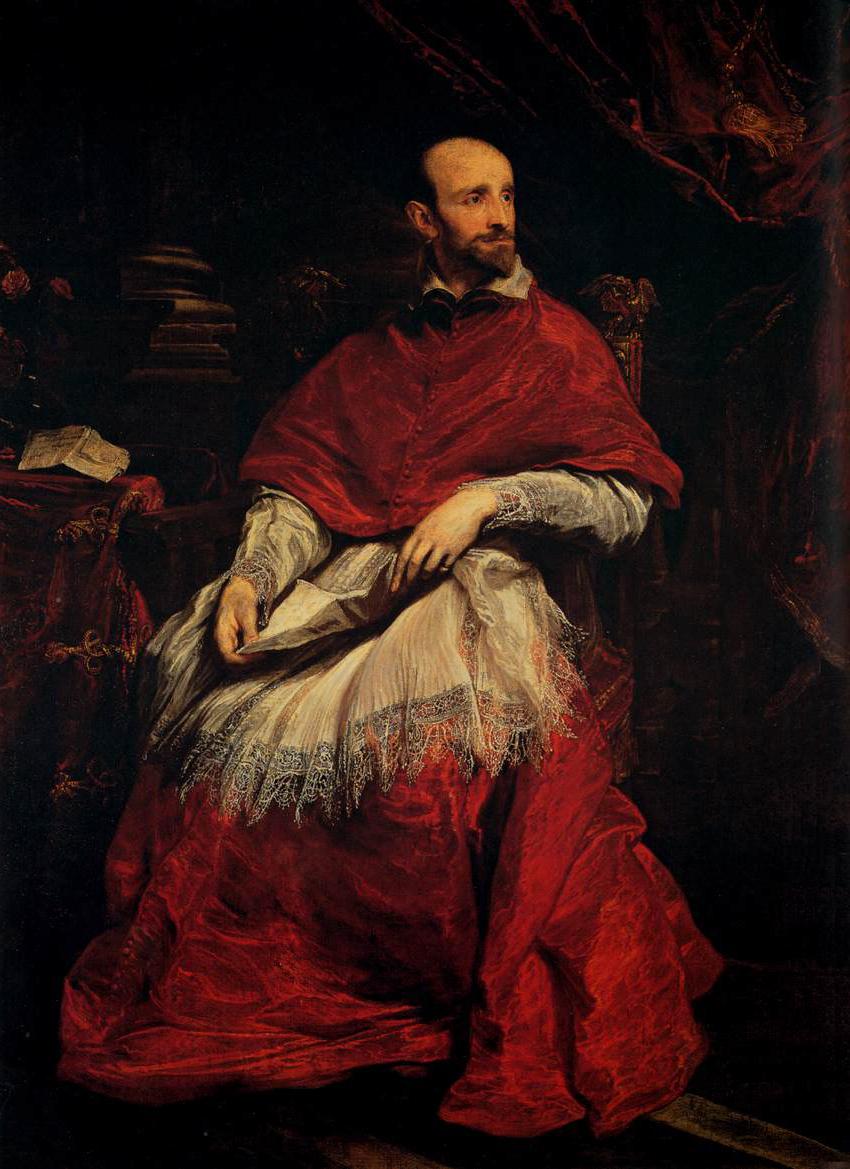
Ritratto del cardinale Guido Bentivoglio, 1623

Dalla città papale si trasferì a Firenze, dove conobbe don Lorenzo de' Medici, figlio del granduca Ferdinando I, grande appassionato d'arte e generoso mecenate. Probabilmente dipinse un ritratto del nobiluomo, che è andato perduto. Lungo la strada per raggiungere il Veneto, sostò a Bologna e a Parma, dove ammirò gli affreschi di Correggio. Giunse infine a Venezia, dove trascorse l'inverno 1622. Nella città lagunare, patria di uno dei suoi artisti favoriti, Tiziano, fu guidato alla visita dei grandi capolavori veneziani proprio dal nipote di Tiziano, Cesare Vecellio. Antoon poté finalmente coronare il suo sogno: vedere e analizzare le opere di Tiziano e di Paolo Veronese. Nel suo Taccuino italiano sono presenti disegni di opere di Giorgione, Raffaello, Guercino, Carracci, Bellini, Tintoretto, Leonardo, ma a prevalere sono quelle di Tiziano, cui sono dedicate duecento pagine.

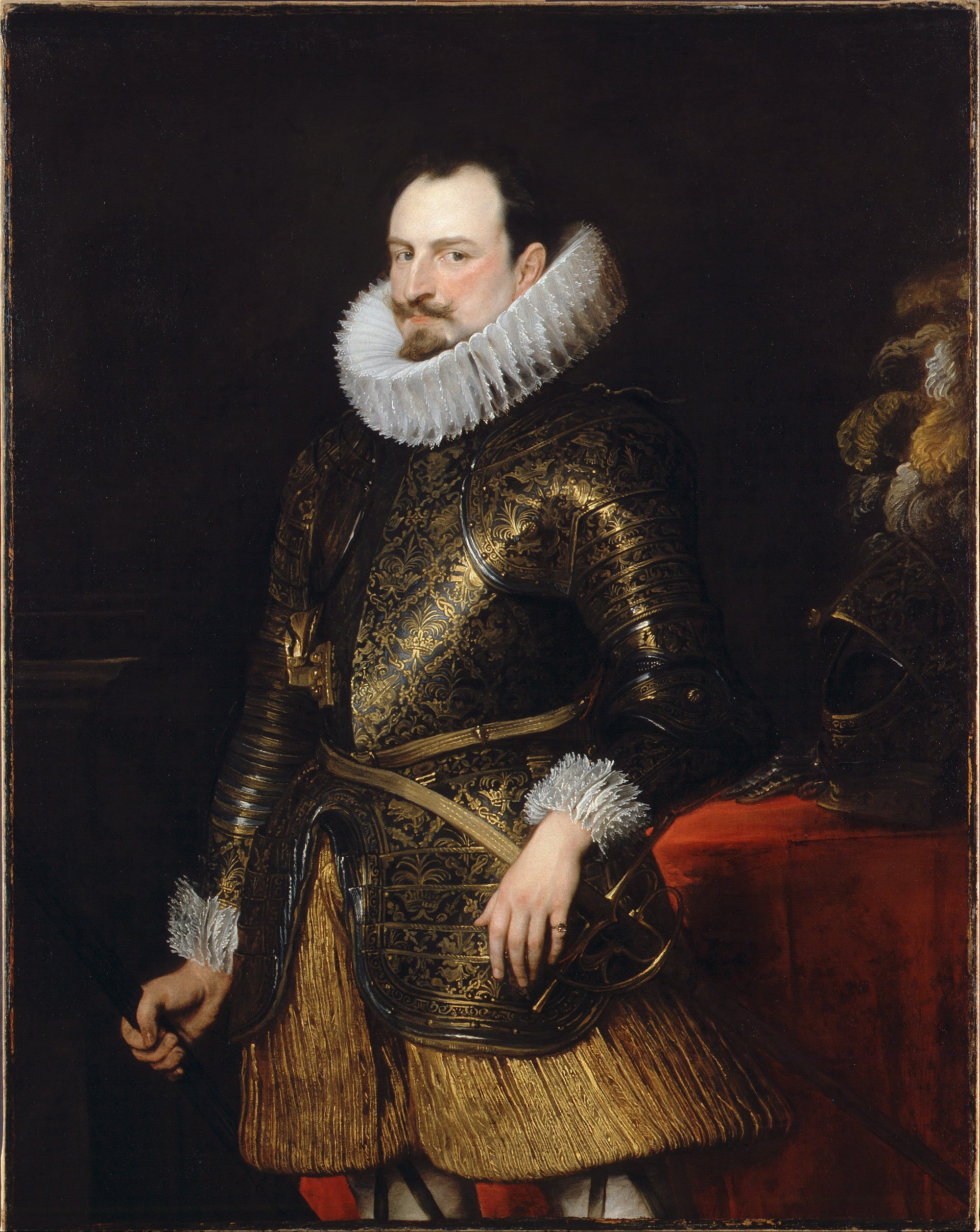
Ritratto di Emanuele Filiberto, principe di Savoia, 1624

Da Venezia passò a Mantova, dove fu introdotto alla corte dei Gonzaga. Qui conobbe Ferdinando e Vincenzo II Gonzaga, che era stato protettore di Rubens. A Mantova ebbe la possibilità di vedere la collezione dei duchi prima che venisse dispersa. Nel 1623 fu nuovamente a Roma, città nella quale si era rifiutato di venire in contatto con la locale associazione di pittori fiamminghi, lontani dallo stile accademico, che conducevano una vita semplice e non ostentata come la sua.
Giovanni Pietro Bellori, nella sua opera Le Vite de' pittori scultori e architetti moderni così scrive del periodo romano di Van Dyck:
Da Roma passò a Genova, fermandosi prima a Milano e a Torino, dove fu ricevuto dai Savoia.

#### In Sicilia

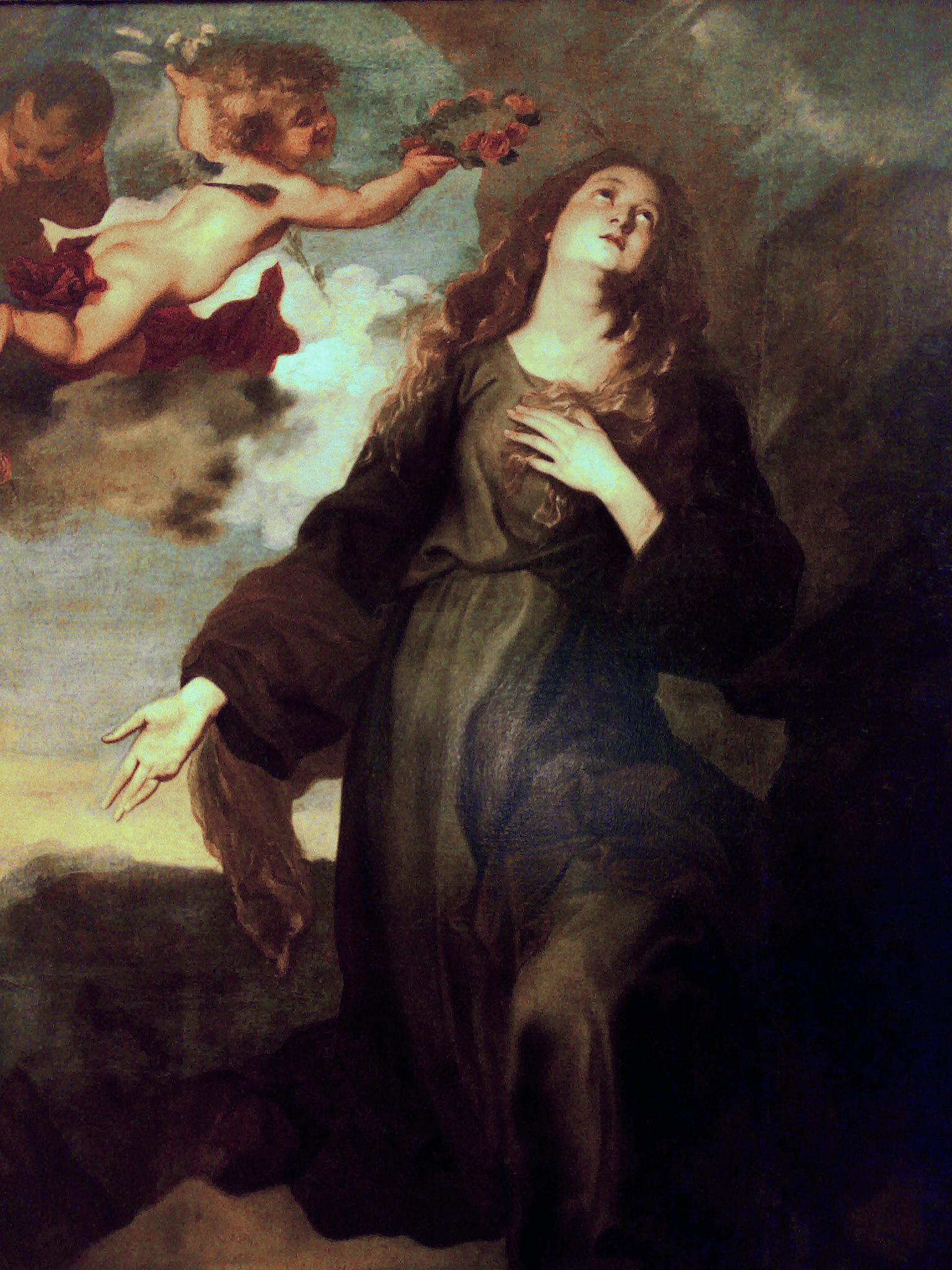
Santa Rosalia incoronata dagli angeli (1624-25)

Nell'aprile 1624 Emanuele Filiberto di Savoia, viceré di Sicilia per conto del re di Spagna Filippo IV, invitò Van Dyck a Palermo perché gli facesse un ritratto. Antoon accolse l'invito e si trasferì in Sicilia, dove ritrasse il viceré (oggi la tela è esposta alla Dulwich Picture Gallery di Londra). Poco tempo dopo la città di Palermo fu colpita da una terribile epidemia di peste che uccise lo stesso Emanuele Filiberto. Malgrado l'infuriare della pestilenza, Van Dyck rimase in città all'incirca fino al settembre 1625.

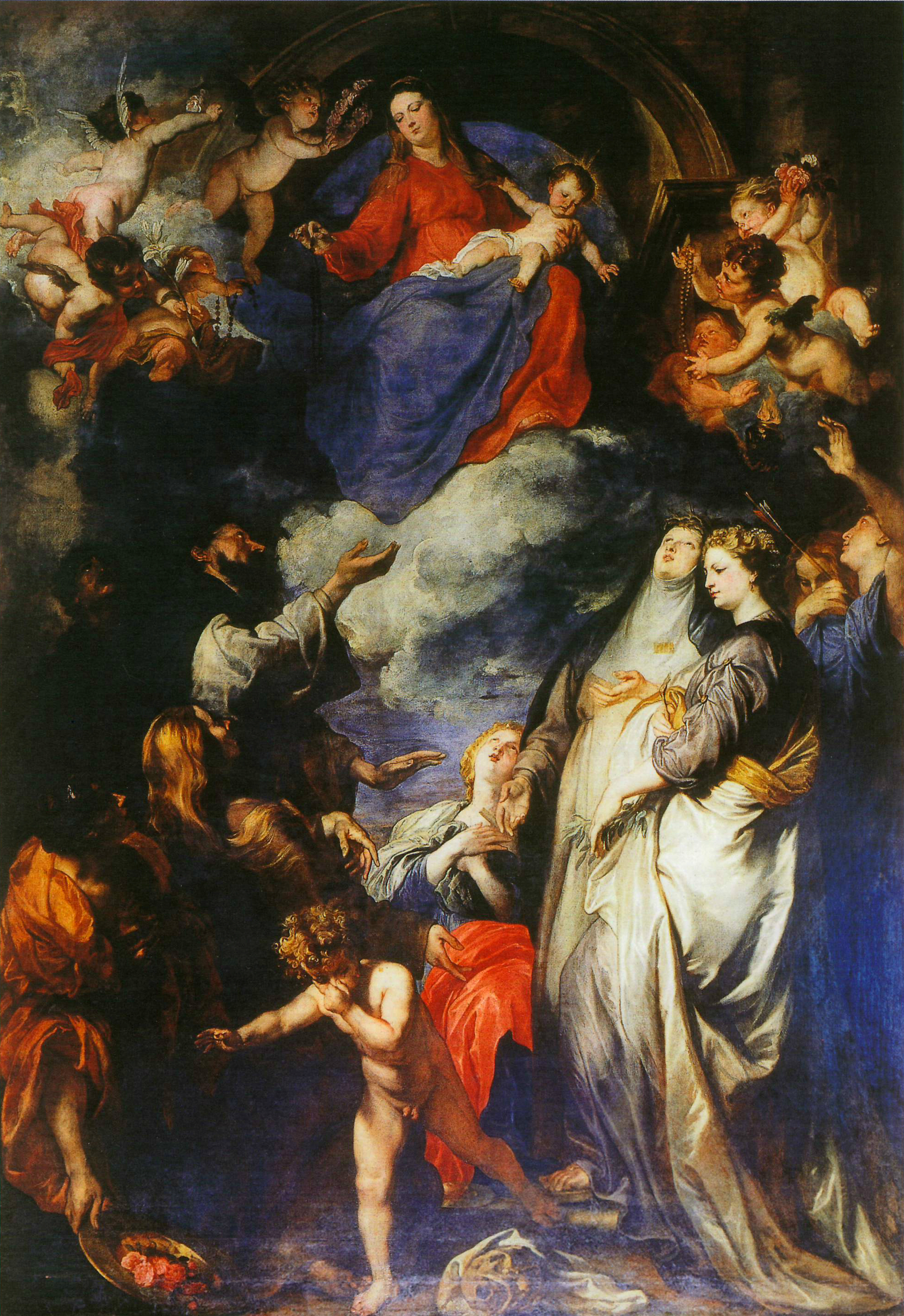
Madonna del Rosario, 1625-1627

Qui conobbe la pittrice Sofonisba Anguissola, ormai novantenne, che sarebbe morta l'anno seguente e di cui Antoon fece un ritratto. Durante l'incontro, che Van Dyck descrisse come "cortesissimo", l'anziana donna, quasi completamente cieca, gli diede preziosi consigli e avvertimenti, oltre a raccontargli episodi della sua vita. Il ritratto di Sofonisba Anguissola è conservato nel Taccuino italiano.
Poco dopo il ritrovamento delle reliquie di santa Rosalia (15 luglio 1624), che fu fatta patrona della città, a Van Dyck furono commissionate a Palermo alcune tele che avrebbero dovuto raffigurare la santa, tra le quali Santa Rosalia incoronata dagli angeli. Dipinse tra gli altri una Crocifissione, oggi esposta nella cattedrale di San Lorenzo a Trapani, identico soggetto per la commissione del 1624 destinata a Palazzo Alliata di Villafranca, entrambi probabilmente coevi al dipinto custodito a Capodimonte proveniente dalla collezione Diego Santorio.
Visto il continuo infuriare della peste, nell'autunno 1625 Antoon tornò a Genova, e lì completò la pala raffigurante la Madonna del Rosario, considerata il maggior capolavoro religioso dell'artista eseguito in Italia, poi inviata a Palermo, dove è esposta Oratorio del Rosario di San Domenico.
Negli anni che seguirono, sino al 1627, Van Dyck risiedette quasi sempre a Genova, eccetto un breve periodo nel 1625 in cui fu ospite in Provenza dell'umanista Nicolas-Claude Fabri de Peiresc.
Durante la permanenza a Genova, pur non abbandonando temi religiosi e mitologici, l'artista si concentrò sul genere del ritratto. Le sue tele erano solitamente di grandi dimensioni e raffiguravano personaggi della migliore nobiltà, spesso a figura intera. I ritratti spiccano per la loro maestosità e per la grande resa psicologica, che emerge senza il bisogno di un simbolismo particolare. I ritratti doppi sono rari e sempre divisi in due tele distinte, come il Ritratto equestre di Anton Giulio Brignole-Sale, creato assieme al Ritratto di Paolina Adorno, marchesa di Brignole-Sale. Attenzione particolare è rivolta da Van Dyck ai ritratti di gruppo, come La famiglia Lomellini, e di bambini. Pur essendo ancora una volta Rubens il suo costante riferimento, Van Dyck riesce a far irradiare dai suoi personaggi un maggiore distacco e il senso di grandeur che i grandi nomi della ricca aristocrazia cittadina desideravano mostrare. I bambini sono colti con grande maestria, singolarmente, come nel caso del Ritratto di Filippo Cattaneo e il Ritratto di Maddalena Cattaneo (già nota come Clelia Cattaneo) o accompagnati dai genitori, come il Ritratto di nobildonna genovese con il figlio.

### Il ritorno nelle Fiandre

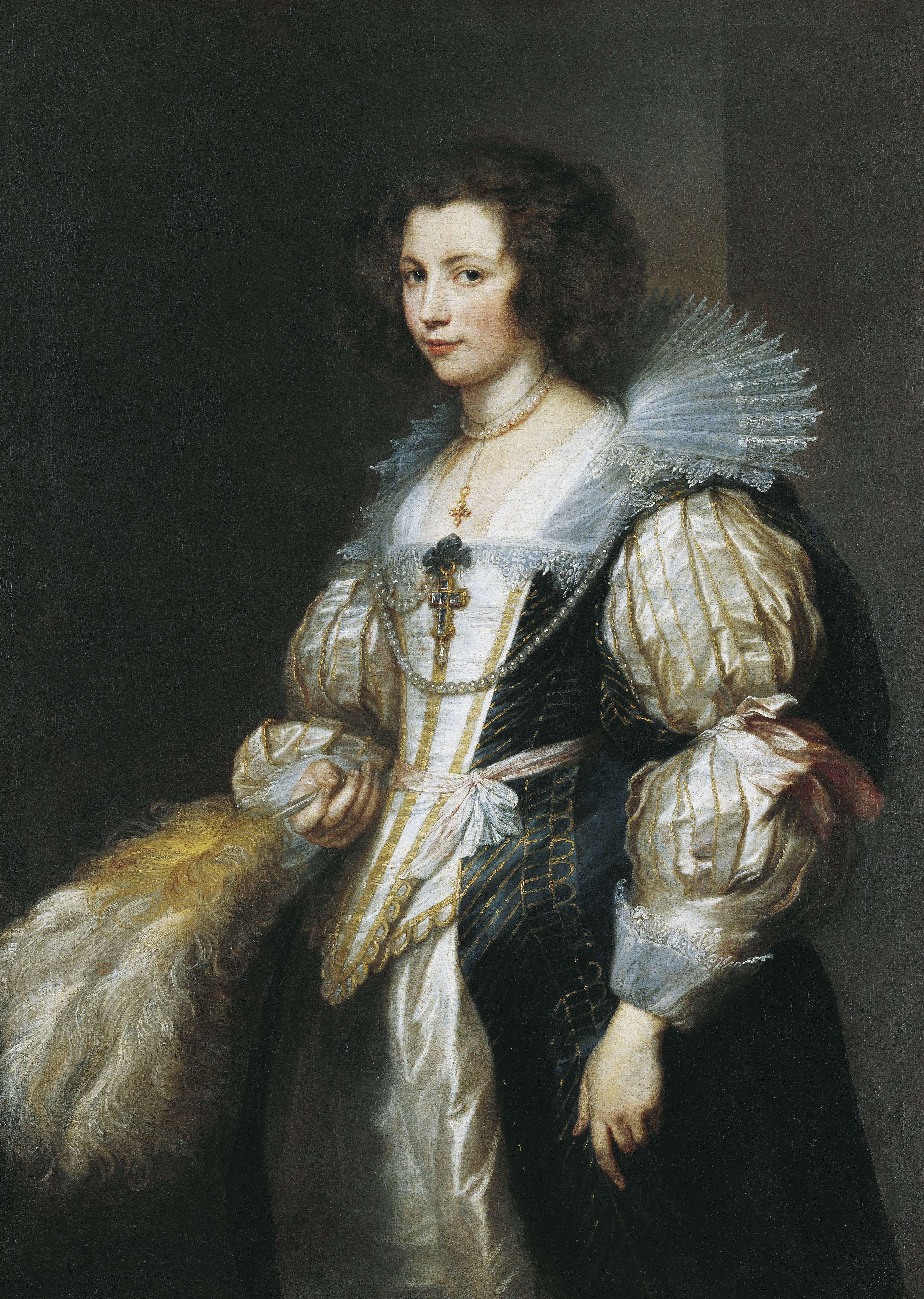
Ritratto di Maria Luisa de Tassis, 1629

Nel settembre 1627 tornò nella natia Anversa, richiamato dalla morte della sorella Cornelia. I primi mesi furono caratterizzati da una grande produzione religiosa: Antoon, fervente cattolico, si unì alla Confraternita dei Celibi, creata dai gesuiti di Anversa, che gli commissionarono anche due pale d'altare, eseguite tra il 1629 e il 1630. In questo periodo i quadri a carattere mitologico sono rari, mentre abbondano quelli a carattere biblico-religioso, tra i quali spiccano il dipinto Estasi di sant'Agostino, posto accanto a una tela di Rubens e a una di Jordaens e l'Adorazione dei pastori. Oltre a ciò, Van Dyck eseguì anche sei Crocifissioni, un Compianto sul Cristo morto, una Incoronazione di spine e la Visione del beato Ermanno Giuseppe. Tutti questi lavori sono intrisi di un fervore e di una profondità intensi e mistici, ma soprattutto nell'ultimo appaiono note preromantiche oltre alla linea barocca predominante.

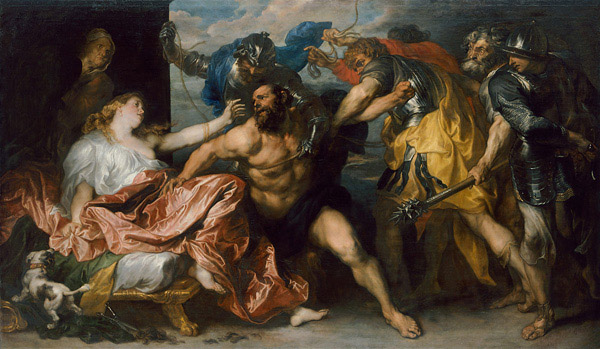
Sansone e Dalila, 1630

La fama di grande ritrattista con la quale era tornato dall'Italia gli permise di entrare al servizio dell'arciduchessa Isabella d'Asburgo, reggente dei Paesi Bassi per conto del re di Spagna, di cui divenne pittore di corte. Dipinse un ritratto dell'arciduchessa, per il quale ricevette una collana d'oro, e di numerosi membri della sua corte. Con l'ingresso a corte crebbe maggiormente la sua fama di ritrattista. I committenti erano molto numerosi e appartenevano alle grandi famiglie della nobiltà di Fiandra e del Brabante. Uno dei maggiori lavori dell'epoca è il Ritratto di Maria Luisa de Tassis, appartenente a una delle più ricche famiglie del nord Europa. La nobildonna appare sicura di sé, consapevole della propria bellezza, con un abito prezioso ed elaborato.
Nel settembre 1631 Van Dyck ricevette nel suo atelier la regina di Francia Maria de' Medici assieme al figlio minore Gastone d'Orléans, in esilio, che si fecero ritrarre. La regina lasciò un resoconto della visita a Van Dyck, in cui riferì di aver visto nella sua collezione diverse opere di Tiziano. Antoon era infatti riuscito ad accumulare un numero consistente di opere di pittori italiani: diciassette di Tiziano, due di Tintoretto, tre di Anthonis Mor, tre di Jacopo da Bassano e altre.
Oltre a personaggi aristocratici, Van Dyck ritrasse anche amici artisti, come l'incisore Karel de Mallery, il musicista Henricus Liberti e il pittore Marin Rijckaert. E malgrado le Fiandre e l'Olanda fossero in guerra, Van Dyck riuscì a giungere alla corte de L'Aia, dove ritrasse Federico Enrico d'Orange con la moglie e il figlio Guglielmo. Per il principe eseguì anche due tele con soggetti ripresi dalla letteratura italiana, Amarilli e Mirtillo (da Guarini) e Rinaldo e Armida (da Tasso). Presso la città di Haarlem conobbe Frans Hals. Durante un secondo soggiorno in Olanda, tra il 1631 e il 1632, conobbe anche Federico V, ex re di Boemia in esilio, che gli commissionò i ritratti dei due figli, Carlo Luigi e Rupert.
Dal 1629 incominciarono i rapporti tra Van Dyck e il re inglese Carlo I. Tramite il suo intermediario Sir Endymion Porter il re acquistò la tela a carattere mitologico Rinaldo e Armida.

### Londra

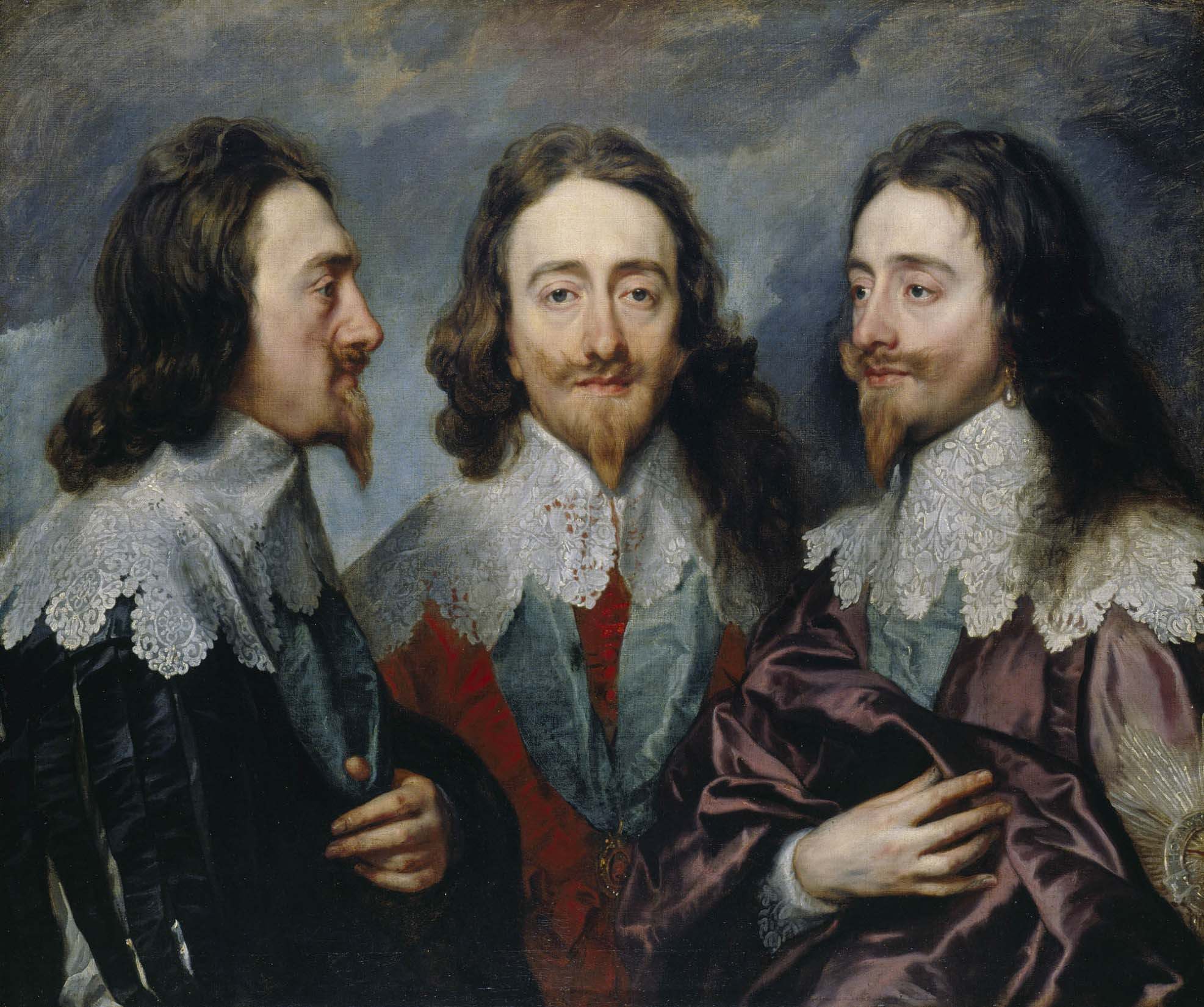
Triplo ritratto di Carlo I, 1635

Carlo I fu, tra i sovrani inglesi del passato e quelli europei suoi contemporanei, quello che più apprezzò l'arte pittorica e che si dimostrò sempre un munifico mecenate e protettore degli artisti. Il pittore preferito dal re era Tiziano, e in Van Dyck vedeva il suo erede: prima dell'arrivo di Van Dyck a Londra, alla corte di Carlo lavoravano già numerosi pittori, come l'anziano Marcus Gheeraerts il Giovane, ritrattista di Elisabetta I, Daniel Mytens e Cornelis Janssens van Ceulen; con l'arrivo di Van Dyck tutti questi pittori sparirono. Carlo aveva trovato finalmente il pittore di corte che desiderava da anni.
Qualche anno prima, nel 1628, Carlo aveva acquistato dal duca di Mantova la grande collezione di dipinti accumulati negli anni dai Gonzaga, anch'essi noti protettori di artisti di fama internazionale. Inoltre, fin dalla sua ascesa al trono, Carlo I aveva cercato di introdurre alla sua corte artisti di diverse nazionalità, in particolare italiani e fiamminghi. Nel 1626 era riuscito a convincere a trasferirsi a Londra il pittore italiano Orazio Gentileschi, che fu nominato pittore di corte e che si dedicò, tra le altre cose, alla decorazione della Casa delle Delizie, residenza della regina Enrichetta Maria presso la città di Greenwich. Nel 1638 riuscì a far approdare in Inghilterra anche la figlia di Orazio, Artemisia Gentileschi, di cui conservò un celebre dipinto, l'Autoritratto in veste di Pittura.
Ad aprile 1632 Van Dyck giunse per la seconda volta in Inghilterra. Accolto con tutti gli onori, fu presentato al re, conosciuto anni prima come principe di Galles, e prese alloggio a Londra, presso la dimora di Edward Norgate, scrittore d'arte, a spese della Corona. In seguito si stabilì a Blackfriars, lontano dall'influenza della Worshipful Company of Painter-Stainers, importante organizzazione di pittori londinese. In questa grande casa, dono del re, con un giardino sul Tamigi, riceveva ospiti e spesso eseguiva i suoi dipinti. Pochi mesi dopo, il 5 luglio 1632, Carlo I gli conferì il titolo nobiliare di baronetto, nominandolo membro dell'Ordine del Bagno e gli garantì una rendita annua di duecento sterline, oltre a rendere ufficiale la sua nomina a primo pittore di Corte. Bellori si espresse sul periodo inglese di Van Dyck in questo modo:

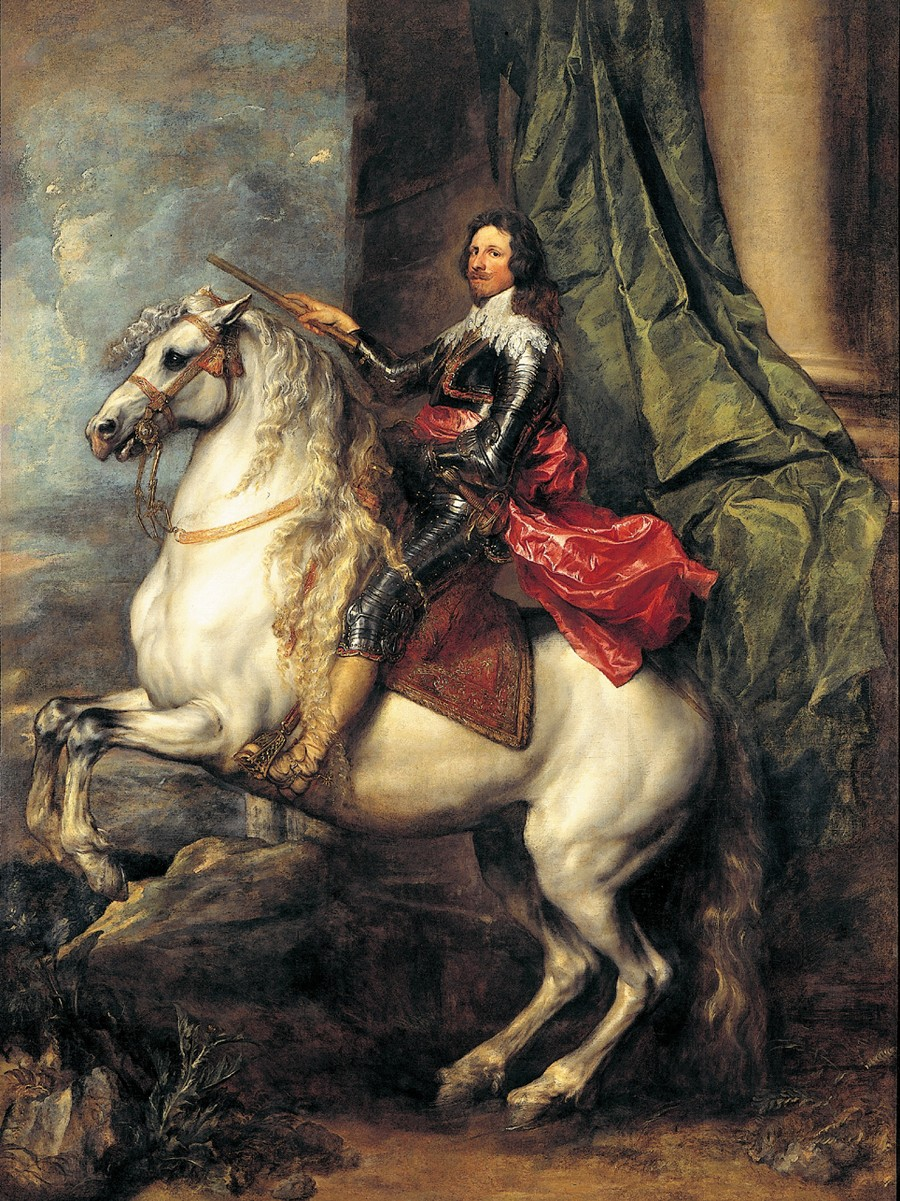
Ritratto del principe Tommaso Francesco di Savoia Carignano, 1634

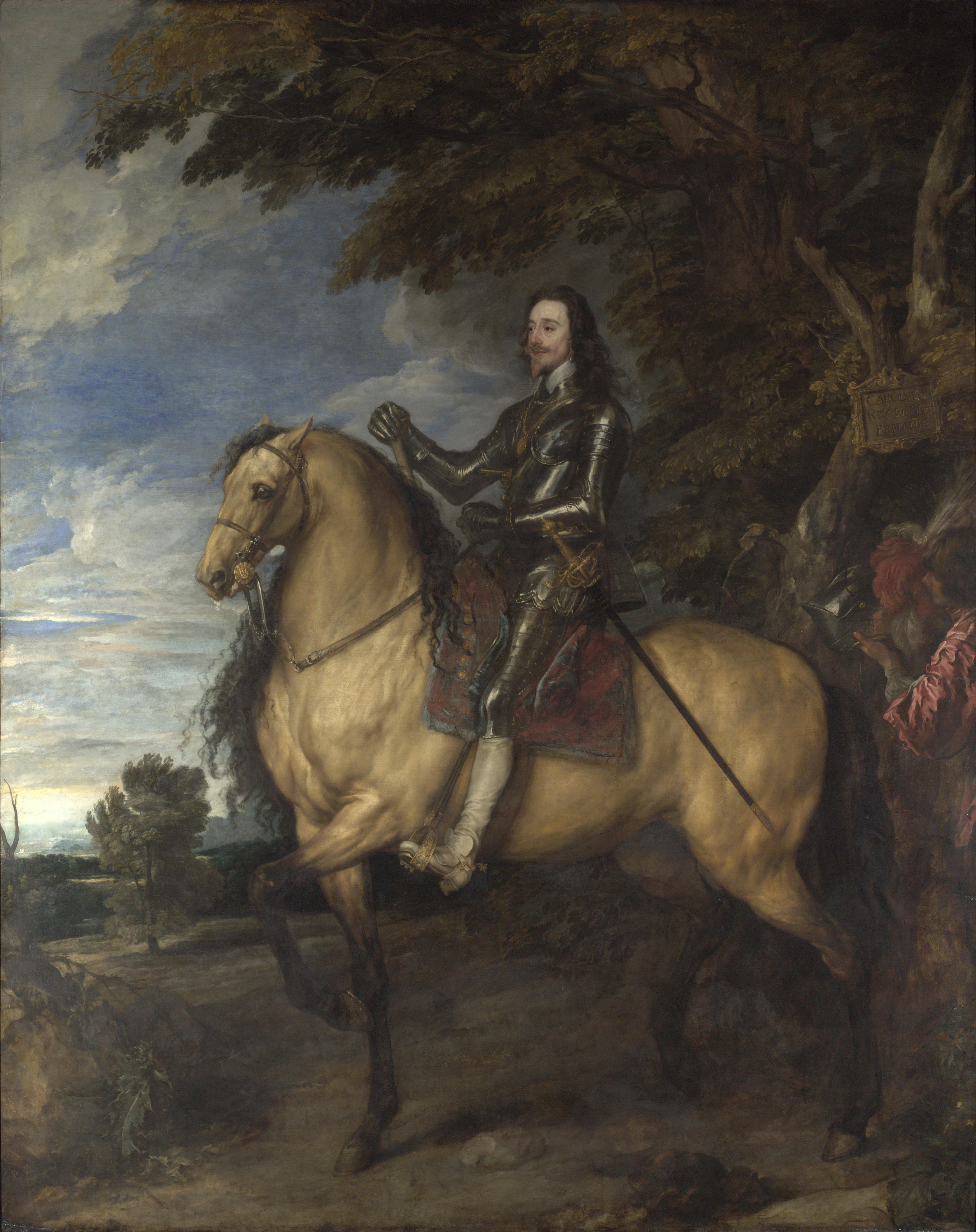
Ritratto di Carlo I a cavallo, 1637

Tuttavia, nel 1634 Van Dyck decise di trasferirsi per circa un anno ad Anversa e a Bruxelles, per far visita alla famiglia. Dopo aver acquistato una tenuta ad Anversa, in aprile fu chiamato a Bruxelles. Qui assistette all'entrata in città del Cardinale-Infante Ferdinando d'Asburgo, fratello del re Filippo IV di Spagna, nuovo reggente dei Paesi Bassi spagnoli. Van Dyck ritrasse parecchie volte il nuovo reggente e numerosi esponenti del clero e dell'aristocrazia. Uno dei più ambiziosi ritratti di gruppo di questi anni è il Ritratto del conte Johannes di Nassau Siegen e la sua famiglia. Nel corso del soggiorno a Bruxelles incontrò anche Tommaso Francesco di Savoia, primo principe di Carignano e comandante generale delle forze spagnole nei Paesi Bassi, di cui eseguì un grande ritratto equestre, in cui il principe appare in tutta la sua maestà, tenendo con fermezza uno splendido cavallo bianco mentre si impenna. Questo ritratto fu anche modello per il Ritratto del conte-duca di Olivares a cavallo di Diego Velázquez. Poco prima del suo ritorno in Inghilterra, Van Dyck fu chiamato a eseguire un grande ritratto di gruppo raffigurante tutti i membri del Consiglio cittadino e del borgomastro, coloro che avevano il compito di governare la città. Il quadro era destinato alla sala del tribunale del Municipio di Bruxelles. Durante il bombardamento francese su Bruxelles ordinato dal maresciallo de Villeroi nel 1695 il dipinto andò distrutto.
Tornato a Londra, Van Dyck entrò a far parte del folto gruppo di cortigiani cattolici fedeli alla regina Enrichetta Maria, tra cui Kenelm Digby ed Endymion Porter. Il re si fece ritrarre innumerevoli volte, in ritratti singoli, accompagnato dalla regina o dai figli. La tela più famosa di Carlo assieme alla sua famiglia è il Greate Peece, di grande formato e raffigurante il re e la regina seduti: accanto al sovrano sta in piedi il piccolo Carlo, principe del Galles, mentre fra le braccia della regina siede Giacomo, duca di York. Anche la regina amava farsi dipingere da Van Dyck, che la ritrasse in molte tele, tra cui la più celebre è Ritratto di Enrichetta Maria con il nano Jeffrey Hudson, in cui Enrichetta è raffigurata con abiti da caccia, in compagnia del suo nano Jeffrey Hudson. Alla regina, piuttosto bassa, Van Dyck addolcì la forma del naso e la mascella, enfatizzando il candore della carnagione. Carlo commissionò anche dipinti raffiguranti i suoi figli, come I tre figli maggiori di Carlo I, un ritratto di nobiltà tra i più riusciti, suggestivo quanto sontuoso, poi inviato dalla regina a sua sorella la duchessa di Savoia e I cinque figli maggiori di Carlo I.

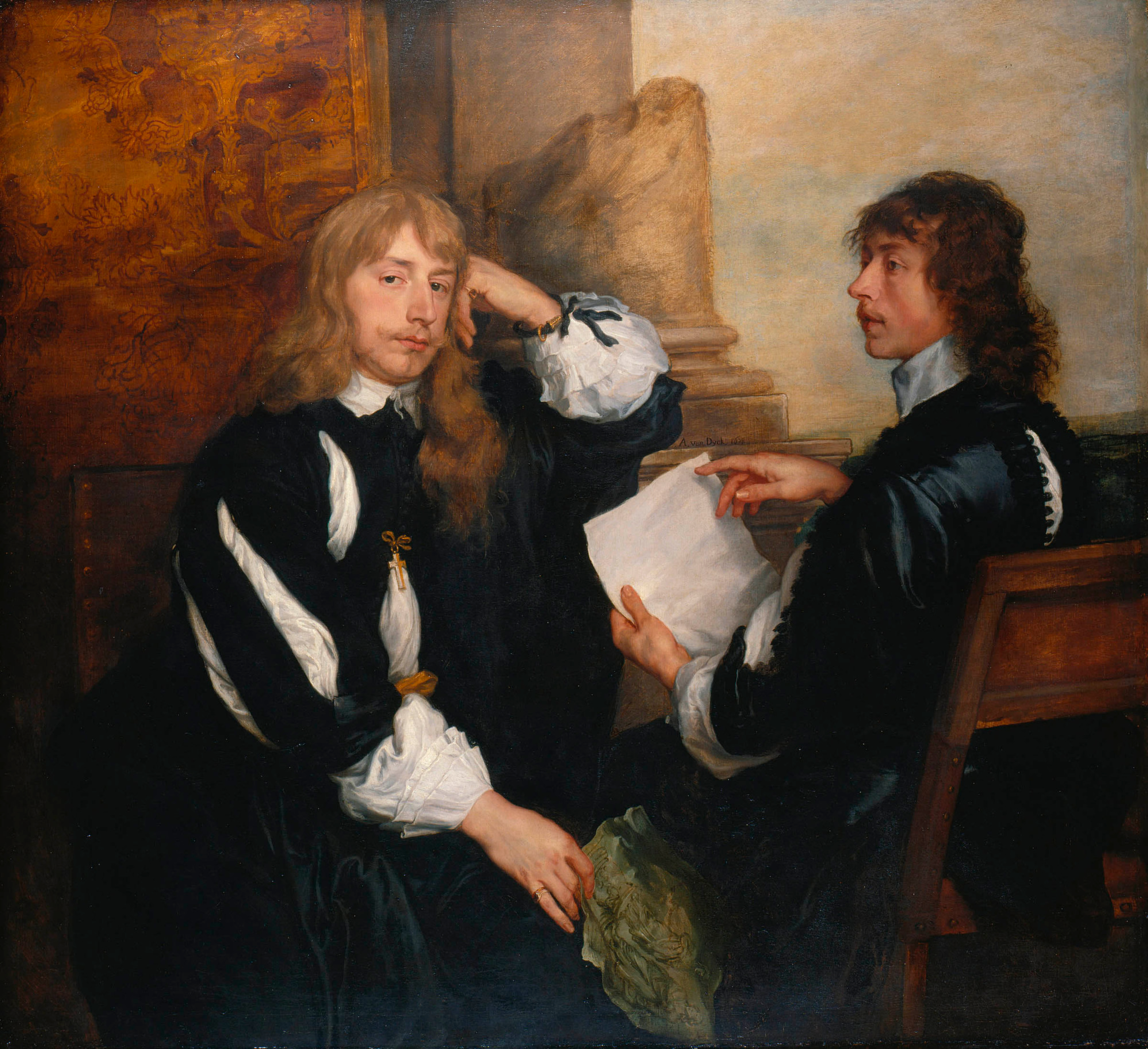
Ritratto di Thomas Killigrew e Lord William Crofts, 1638

Oltre a dipingere, Antoon apriva la sua casa alla migliore nobiltà e si intratteneva con musici e buffoni; offriva banchetti, aveva servi, carrozze e cavalli. Uno degli ospiti più assidui era proprio Carlo I, che fece addirittura fare delle modifiche al giardino della casa del suo pittore perché potesse raggiungerlo facilmente via fiume.
Nella casa di Van Dyck visse anche la sua amante, Margaret Lemon, ritratta più volte in vesti allegoriche e mitologiche. Si dice che la donna fosse talmente gelosa di Antoon che una volta tentò di mordergli un dito della mano per impedirgli di ritrarre alcune signore. Nel 1640 Antoon decise di prendere moglie e, ormai quarantenne, sposò una nobildonna scozzese, Mary Ruthven, dama di compagnia della regina. Ma l'unica sua attività a Londra era quella di ritrattista, mentre egli sognava un progetto più grande, un ciclo pittorico di carattere storico. Aveva incominciato la realizzazione di una serie di arazzi volti all'esaltazione dell'antico Ordine della Giarrettiera, che però non ebbe seguito.
Quando nel maggio 1640 morì Rubens, gli venne offerto di andare ad Anversa a dirigere la sua bottega. Mentre stava per partire, gli venne riferito che il re di Francia Luigi XIII era alla ricerca di un artista che decorasse le sale principali della reggia del Louvre. Era ciò che stava aspettando da anni; nel gennaio 1641 si recò a Parigi. In questa occasione dipinse il doppio ritratto Ritratto di Guglielmo II di Nassau-Orange e la principessa Maria, per celebrare le nozze tra i due principi. Rientrato a Londra a maggio, in ottobre si recò ad Anversa e poi di nuovo a Parigi, dove ricevette la notizia che la decorazione del Louvre era stata affidata a Nicolas Poussin e a Simon Vouet e dove fu costretto a rifiutare l'esecuzione del ritratto di un cardinale (non si sa se Richelieu o Mazzarino). Per motivi di salute dovette fare precipitosamente ritorno a Londra. Il re inviò presso la dimora di Van Dyck il suo medico personale, offrendogli trecento sterline se fosse riuscito a salvare la vita del suo pittore.
Il 1º dicembre 1641 lady Van Dyck diede alla luce la loro figlia, Justiniana. Qualche giorno dopo Antoon fece testamento a favore della figlia, della moglie, delle sorelle e di una figlia naturale che aveva avuto ad Anversa. Il 9 dicembre Antoon van Dyck morì nella sua casa di Blackfriars e fu sepolto alla presenza della corte nella Cattedrale di San Paolo. La tomba andò distrutta pochi anni dopo, insieme con la Cattedrale stessa, nel Grande incendio di Londra nel 1666.

## L'artista e le opere

Ritratto di Isabella Brant, 1621

La vicenda di Van Dyck è per molti versi assimilabile a quella di Raffaello: entrambi morirono giovani, entrambi morirono prima di vedere l'uno le atrocità del Sacco di Roma, l'altro i disordini della guerra civile.
Van Dyck morì prima di vedere il suo re processato e decapitato dinnanzi al suo stesso palazzo di Whitehall. All'esecuzione del re seguì la dispersione della sua collezione artistica, che contava 1 570 dipinti, tra cui i molti eseguiti dallo stesso Van Dyck; tra i maggiori compratori Filippo IV di Spagna e il cardinale Giulio Mazzarino.
Van Dyck fu soprattutto ritrattista; ma non vanno dimenticati i suoi lavori di carattere religioso e mitologico.

### Rubens e Van Dyck
I primi contatti fra Rubens e il giovane Van Dyck risalgono al 1615, quando Antoon aveva aperto una bottega personale. Molti importanti pittori di Anversa, come Frans Snyders, vi facevano visita, per dare consigli o anche semplicemente per osservare il lavoro del giovane talento. Qualche anno dopo Antoon entrò a tutti gli effetti nella bottega di Rubens, di cui aveva potuto ammirare le grandi pale conservate nelle chiese cittadine. Durante il periodo di collaborazione erano soliti agire in questo modo: Rubens cercava i committenti, preparava i bozzi e i disegni preparatori, ma poi era Van Dyck a eseguire il dipinto. Lo testimoniano numerose opere del periodo, come le Storie di Decio Mure, di carattere profano, e la decorazione del soffitto della chiesa del Gesù di Anversa, di carattere sacro. Secondo alcune fonti, Van Dyck fu ammiratore e allievo di Rubens, ma anche un assistente e un amico, come conferma il Ritratto di Isabella Brant, raffigurante la prima moglie di Rubens, regalato al grande pittore da Antoon, e i ritratti di Van Dyck eseguiti da Rubens, che lo aveva definito come il migliore dei suoi allievi. Secondo altre fonti, invece, in gioventù Van Dyck fu un ammiratore sincero di Rubens, che identificava come un modello per i suoi dipinti, ma che col passare del tempo era divenuto una presenza troppo ingombrante nella piccola realtà delle Fiandre, tanto da costringere il giovane Antoon a cercare fortuna prima in Inghilterra, poi in Italia. E anche Rubens, quando si accorse delle capacità del giovane allievo, che avrebbe potuto mettere in ombra il suo nome, fece di tutto per allontanarlo da Anversa, procurandogli lettere di raccomandazione e garantendogli l'aiuto di ricchi gentiluomini, sia inglesi, come il conte di Arundel, sia italiani.

### Dipinti religiosi

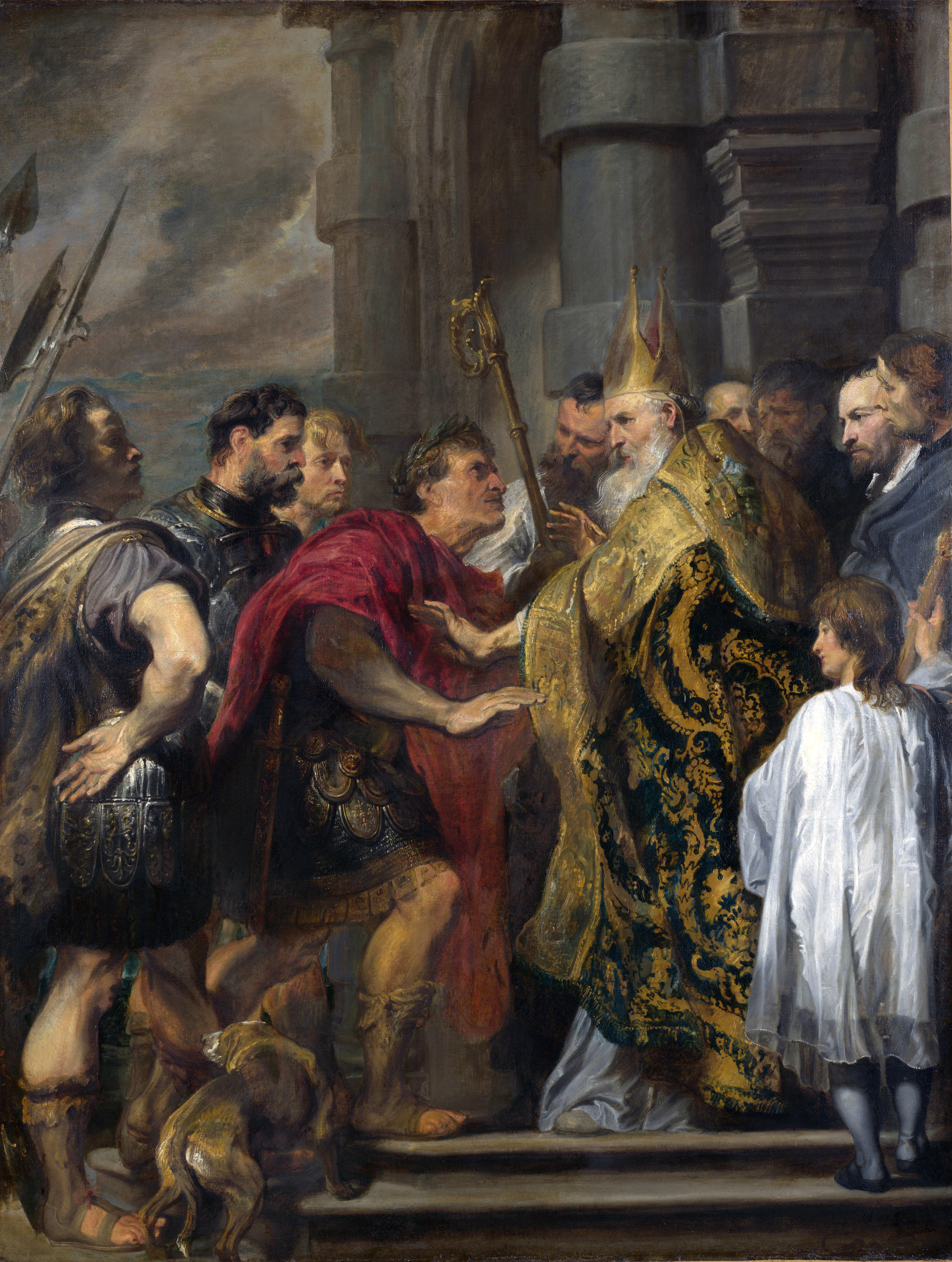
L'imperatore Teodosio e sant'Ambrogio

All'inizio della sua formazione, nella bottega di Van Balen, il giovane Antoon si cimentò principalmente nella realizzazione di opere a carattere religioso. Nell'Anversa appena riconquistata dal cattolicesimo romano, il genere pittorico più richiesto era proprio quello religioso e biblico. La prima grande commissione che ricevette Van Dyck fu proprio l'incarico di realizzare dipinti raffiguranti i dodici apostoli. Con l'avvicinarsi alla bottega di Rubens gli incarichi religiosi crebbero notevolmente. Rappresentativa dei dipinti pittorici a carattere sacro della produzione di Van Dyck è L'imperatore Teodosio e sant'Ambrogio del 1619-20.
Questa grande tela raffigura l'incontro tra il peccatore Teodosio I e l'arcivescovo di Milano Ambrogio. Per la realizzazione della tela Van Dyck fece riferimento a L'imperatore Teodosio e sant'Ambrogio, che aveva eseguito qualche anno prima assieme a Rubens. Tuttavia le differenze appaiono chiare: nel dipinto di Van Dyck, conservato a Londra e attualmente esposto a Roma a Palazzo Venezia, l'imperatore è senza barba, lo sfondo architettonico è maggiormente evidenziato, e oltre al pastorale, si stagliano nel cielo diverse armi, portate dal seguito di Teodosio. E mentre nella tela conservata a Vienna di Rubens sul mantello del vescovo si possono vedere ritratti Cristo e san Pietro, che sottolineano l'autorità di Ambrogio, in quella di Van Dyck il mantello si presenta come un esempio di grande bravura nella realizzazione pittorica di stoffe e ricami. Altra aggiunta di Van Dyck è il cane, posto ai piedi dell'imperatore. Nel dipinto di Londra le pennellate sono date con energia e vigore, mentre in quella di Vienna appaiono più morbide e leggere.

### Dipinti storici e mitologici

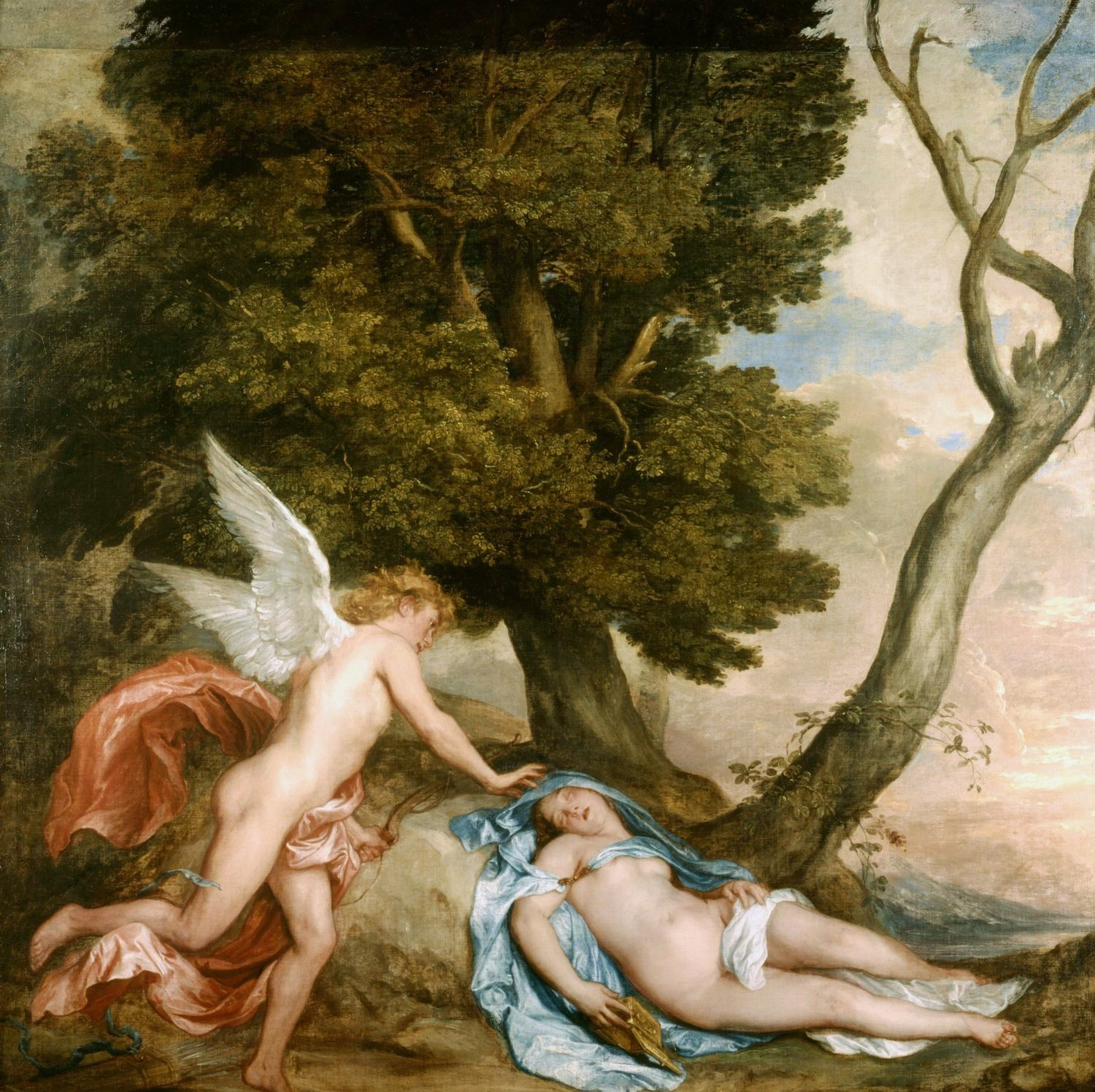
Amore e Psiche

Non costanti come i quadri religiosi o i ritratti, i dipinti a carattere mitologico e storico accompagnano comunque tutta la produzione di Van Dyck. Durante il periodo di collaborazione con Rubens, a Van Dyck fu, per esempio, affidato un ciclo di dipinti che raccontassero ed esaltassero la vita e le imprese del romano Decio Mure. Tra i più celebri La continenza di Scipione e Sansone e Dalila. Dopo il rientro dall'Italia, dove il pittore aveva visto numerose opere di Tiziano, l'esecuzione dei soggetti acquistò una nuova diversa componente dovuta dall'influenza del maestro italiano. Il dipinto più famoso di carattere mitologico è senza dubbio l'Amore e Psiche realizzato per il re Carlo I e ora proprietà della regina Elisabetta II.
Sono fin troppo evidenti in questo dipinto, come in gran parte di quelli a carattere mitologico, i riferimenti alla pittura italiana rinascimentale di Tiziano e Dosso Dossi. Un confronto con il Bacco e Arianna di Tiziano è fondamentale. I soggetti sono rappresentati con una delicatezza ricercata, le pennellate rotonde e i lineamenti perfettamente definiti. Forte è anche la componente allegorica: Amore sta giungendo a salvare Psiche, dopo che questa, come racconta Apuleio nell'Asino d'oro, è caduta in un sonno mortale. Dietro al corpo di Psiche, abbandonato su una roccia con morbidezza, si stagliano due grandi alberi, uno rigoglioso, a simboleggiare la vita, l'altro arso e spoglio, a simboleggiare lo spirito aleggiante della morte. Questa tela è caratterizzata da un forte sentimento di partecipazione, inserito in una delicata e lirica atmosfera idilliaca.

### Ritratti del periodo italiano

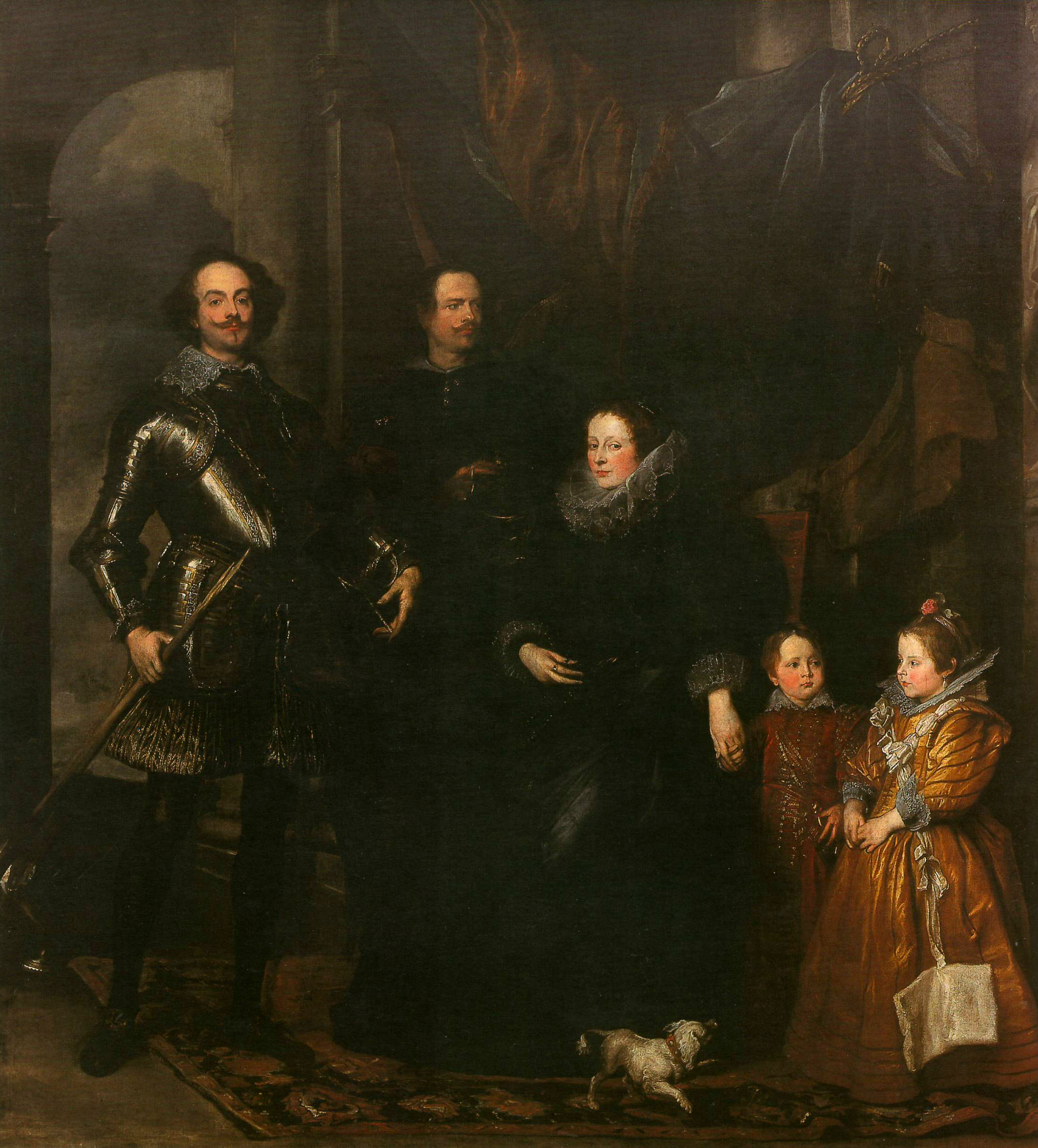
La famiglia Lomellini

La principale attività di Van Dyck in Italia, e a Genova in particolare, fu quella di ritrattista. La nobiltà genovese, che aveva conosciuto l'abilità di Rubens qualche anno prima, non volle lasciarsi sfuggire l'opportunità di farsi ritrarre dal migliore allievo del maestro fiammingo. Del resto, i rapporti di Van Dyck con l'aristocrazia genovese precedettero il suo stesso arrivo presso la Superba. È documentato, infatti, che il primo ritratto di un nobile genovese, quello di Gio. Agostino Balbi (ritratto non ancora identificato o perduto), sia stato eseguito ad Anversa, prima dell'arrivo di Van Dyck in Italia. Giunto a Genova, fu proprio la casata Balbi ad assegnargli le prime commesse, imitata poi da gran parte del ceto gentilizio locale. Così a Van Dyck furono commissionati numerosissimi ritratti, singoli o di gruppo. Fu in questa occasione che Van Dyck dimostrò di essere molto abile anche nel ritrarre bambini, gruppi familiari e uomini a cavallo. Fra i ritratti di gruppo del periodo genovese il più conosciuto è La famiglia Lomellini.
Come per la maggior parte dei ritratti del periodo genovese anche nel caso dei Lomellini non si conoscono con certezza i nomi dei personaggi ritratti: si suppone comunque che siano la seconda moglie, i due figli maggiori e i due figli minori di Giacomo Lomellini, allora Doge della Repubblica di Genova. Nel dipinto — tra i più complessi fra quelli del periodo italiano — il figlio maggiore del Doge, Nicolò, inserito sotto un arco trionfale, è rappresentato vestito con l'armatura mentre regge in mano una lancia spezzata, simbolo della difesa cittadina (allora in guerra con i Savoia) mentre la donna e i bambini sono rappresentati sotto a una statua di Venus pudica, a rappresentare la difesa della sfera familiare.
Non solo a Genova, comunque, Van Dyck ebbe occasione di dimostrare il suo talento di ritrattista. Anche in alcune altre tappe del suo soggiorno italiano il maestro di Anversa eseguì celebri e bellissimi ritratti. A Roma, infatti, ritrasse nel 1623 il cardinale Bentivoglio, mentre a Palermo, nel 1624, realizzò quello del viceré Emanuele Filiberto di Savoia.

### Ritratti del periodo inglese

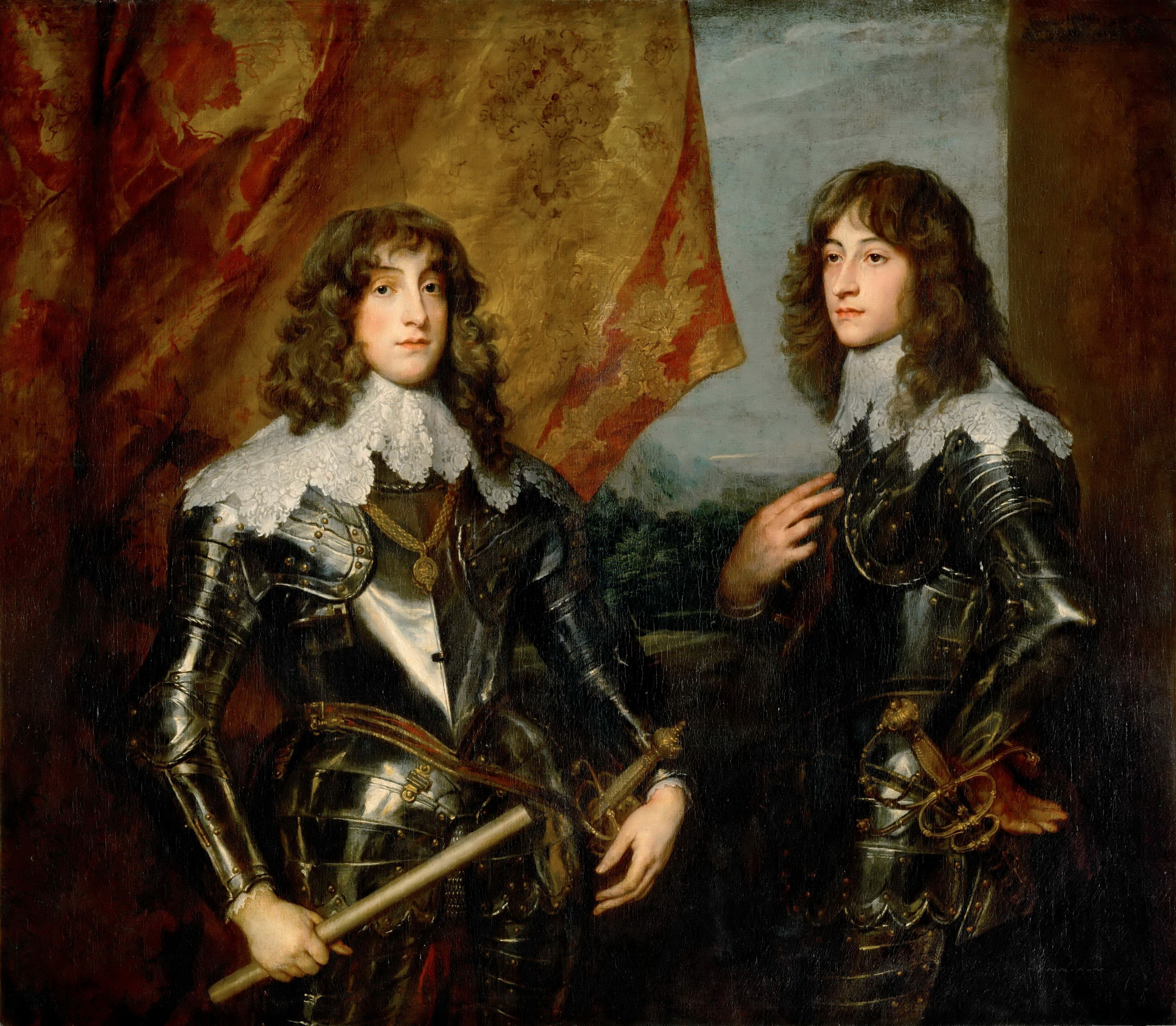
Carlo Ludovico e Rupert, principi palatini

Durante la sua permanenza a Londra, Van Dyck ritrasse numerosi personaggi della corte e della piccola nobiltà, ma anche membri della famiglia reale. I committenti sono spesso ritratti a figura intera, come nel caso del Ritratto di Lord John e Lord Bernard Stuart oppure del Ritratto di Thomas Wentworth, I conte di Strafford, ma di frequente sono rappresentati seduti o a mezzo busto, come il ritratto Dorothy Savage, viscontessa Andover e sua sorella Elizabeth, Lady Thimbleby. Uno dei migliori e più interessanti lavori del periodo inglese è il ritratto Carlo Ludovico e Rupert, principi palatini.
Il dipinto rappresenta i due figli del re d'Inverno Federico V, giunti alla corte dello zio Carlo I alla ricerca di aiuti finanziari e militari per il padre, in esilio a L'Aia. Carlo Luigi, sulla sinistra, è il maggiore dei fratelli, mentre Rupert, sulla destra, è il minore. Carlo Luigi, più motivato nel recupero del trono perduto, è rappresentato con il bastone del comando militare in mano mentre fissa direttamente l'osservatore con uno sguardo a metà tra la rassegnazione e la combattività. Rupert, invece, più slanciato del fratello, guarda l'orizzonte con occhi stanchi e non poggia la mano sulla spada come il fratello, ma l'avvicina al busto con noncuranza. Il primo farà di tutto per recuperare la dignità paterna, combattendo anche contro lo zio Carlo I, che aveva rifiutato aiuti militari, mentre il secondo rimarrà alla corte inglese e combatterà durante la guerra civile divenendo uno dei simboli della fedeltà realista.

### Ritratti di Carlo I

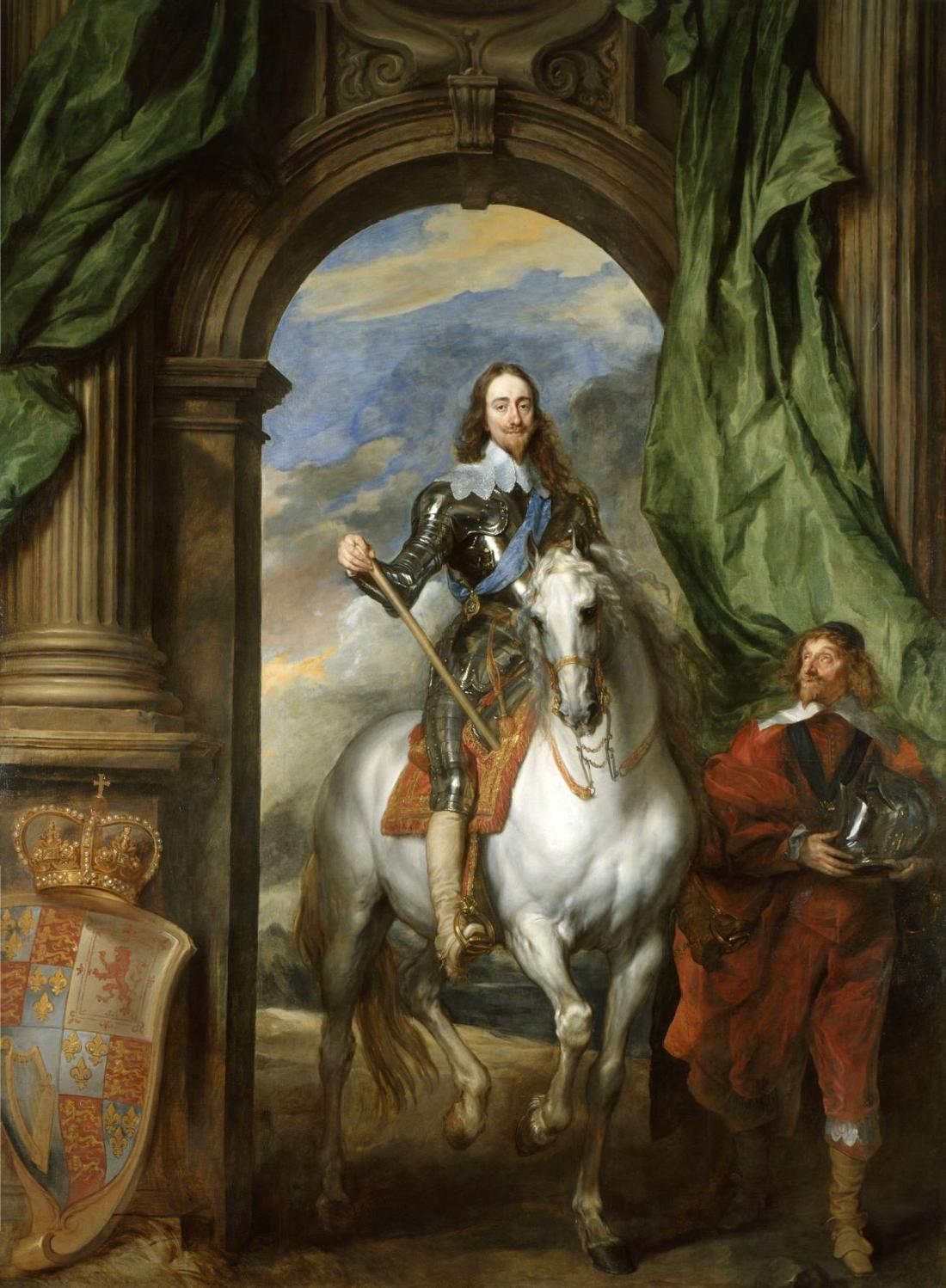
Ritratto di Carlo I con M. de Saint-Antonie suo maestro di equitazione

Il personaggio che più volte appare nei ritratti eseguiti da Van Dyck è senza dubbio Carlo I Stuart, re d'Inghilterra e suo protettore munifico. Van Dyck lo rappresentò circondato dalla famiglia, con la sola moglie Enrichetta, ma soprattutto da solo. I dipinti sono di vario formato, e il sovrano è raffigurato in pose differenti: a cavallo (Carlo I a cavallo), a figura intera (Le Roi à la chasse), a mezzo busto (Re Carlo I e la regina Enrichetta Maria) e infine in più posizioni, come nel Triplo ritratto di Carlo I, poi inviato a Roma presso la bottega di Bernini. Il più ambizioso dei ritratti di Carlo è quello equestre in cui il sovrano appare in compagnia del suo insegnante di equitazione.
Nel Ritratto di Carlo I con M. de Saint-Antonie suo maestro di equitazione, Van Dyck realizza il più solenne dei ritratti equestri del sovrano: Carlo sta attraversando un arco di trionfo, dal quale ricadono pesanti drappi verdi, veste l'armatura e tiene in mano il bastone del comando mentre cavalca uno splendido cavallo bianco. Se la descrizione si fermasse a questo punto, sembrerebbe un dipinto di qualche generale vittorioso; ma a sottolineare che è il re, Van Dyck inserisce alla sinistra del sovrano il suo maestro di equitazione, che guarda verso questi dal basso, con uno sguardo di sottomissione e venerazione; alla sinistra invece un grande stemma che reca i simboli della dinastia reale Stuart e un'imponente corona.
Oltre all'amore, sconfinato, del sovrano per l'arte, Carlo la vedeva anche come un potente mezzo di propaganda politica, specialmente in anni difficili come quelli appena precedenti la guerra civile.

## Dediche
Nel 2000 è stato girato il documentario The Dutch Masters: Van Dyck di Bob Carruthers, Ronald Davis e Dennis Hedlund.

## Dipinti olio su tela
- Ritratto di uomo settantenne (1613)
- Autoritratto (1613-14)
- Il martirio di San Sebastiano (1615-16)
- Il martirio di San Pietro (1615-16)
- San Gerolamo (1616-17)
- Achille tra le figlie di Licomede (1616-18), in collaborazione con Rubens
- Decio Mure congeda i littori (1616 circa), in collaborazione con Rubens
- Entrata di Cristo a Gerusalemme (1617)
- Ritratto di uomo e della moglie (1617-18)
- Abramo e Isacco (1617 circa), Praga, Národní galerie
- Ritratto di famiglia (1617-18)
- Salita al Calvario, 1617-18, Anversa, Chiesa di San Paolo[50]
- Autoritratto (1617-18)
- L'imperatore Teodosio e sant'Ambrogio (1617-18), in collaborazione con Rubens
- Cristo benedice i fanciulli (1618 circa)
- Penitenza di san Gerolamo (1618 circa)
- Sileno ebbro (1618-19)
- Nozze mistiche di Santa Caterina (1618-20)
- Incoronazione di spine (1618-20)
- Ritratto d'uomo (probabilmente il signor Vinck) (1619 circa)
- Ritratto di signora (probabilmente la signora Vinck) (1619 circa)
- Ritratto di famiglia (1619 circa)
- Il martirio di san Sebastiano (1619-20)
- San Martino e il povero (1620 circa)
- Il tributo della moneta (1619-1620), collezione privata
- L'imperatore Teodosio e sant'Ambrogio (1619-20)
- Sansone e Dalila (1618-20)
- Sileno ebbro (1620 circa)
- La cattura di Cristo (1620 circa)
- La cattura di Cristo (1620 circa)
- La cattura di Cristo (1620 circa)
- Thomas Howard, secondo conte di Arundel (1620-21)
- Autoritratto (1620-21)
- La continenza di Scipione (1620-21)
- Susanna e i vecchioni (1620-21)
- Sir George Villiers, futuro duca di Buckingham, e la moglie, Lady Katherine, come Venere e Adone (1620-21)
- Ritratto di Isabella Brant (1621)
- Ritratto di Frans Snyders e di sua moglie Margareta de Vos (1621 circa)
- Ritratto di Margareta de Vos (1621 circa)
- Ritratto di Frans Snyders (1621 circa)
- Madre con bambino (1621 circa)
- Madonna col bambino, (1621-27 circa)
- Ritratto di Lady Theresa Shirley (1622)
- Ritratto di Sir Robert Shirley (1622)
- Autoritratto (1622-23 circa)
- Ritratto di Alessandro Giustiniani in veste di senatore (1622-23)
- La lapidazione di santo Stefano (1622-24)
- Ritratto di François Duquesnoy (1623)
- Ritratto di Elena Cattaneo (1623)
- Ritratto di Filippo Cattaneo (1623)
- Ritratto di Maddalena Cattaneo (già nota come Clelia Cattaneo) (1623)
- Ritratto del cardinale Guido Bentivoglio (1623)
- Ritratto di George Gage con due uomini (1623)
- Ritratto di Emanuele Filiberto, principe di Savoia (1624)
- Santa Rosalia in gloria incoronata da due angeli (1624)
- Crocifissione, Palazzo Alliata di Villafranca, Palermo, (1624)[20][21]
- Crocifissione, Cattedrale di San Lorenzo, Trapani[20]
- Crocifissione, Museo nazionale di Capodimonte, Napoli[20]
- Le quattro età della vita (1625 circa)
- Vertumno e Pomona (1625 circa)
- Ritratto di nobildonna genovese con il figlio (1625 circa)
- Ritratto di nobildonna genovese con la figlia (1625 circa)
- La moneta del tributo (1625 circa)
- Ecce Homo (1625-26 circa)
- Madonna del Rosario (1625-27)
- Ritratto di bambini della famiglia Balbi (1625-27)
- La famiglia Lomellini (1625-27)
- Ritratto di nobiluomo genovese con due bambini (1625-27)
- Ritratto di uomo in armatura (1625-27 circa)
- Ritratto di signora genovese (Porzia Imperiale) con la figlia (1625-27 circa)
- Ritratto dei pittori Lucas e Cornelius de Wael (1627 circa)
- Ritratto equestre di Anton Giulio Brignole-Sale (1627)
- Ritratto di Paolina Adorno Brignole-Sale (1627)
- Francesco Orero in adorazione del Crocifisso in presenza dei santi Francesco e Bernardo (1627)
- Ritratto di Peeter Stevens (1627)
- Ritratto di Anna Wake (1628)
- Ritratto di Nicholas Lanier (1628)
- Estasi di sant'Agostino (1628)
- Compianto sul Cristo Morto (1628 circa)
- Cristo deriso (1628 circa)
- Ritratto del pittore Jean de Wael e della moglie Gertrude de Jode (1629)
- Jean-Charles della Faille (1629)
- Incoronazione di santa Rosalia (1629)
- Cristo crocifisso con san Domenico e santa Caterina da Siena (1629)
- Rinaldo e Armida (1629)
- Madonna col Bambino e santa Rosalia, san Pietro e san Paolo (1629)
- Ritratto di Maria Luisa de Tassis (1629 circa)
- Gli incisori de Jode (1629 circa)
- Ritratto di Antonio de Tassis (1626-32)
- La visione del beato Herman Joseph (1630)
- Madonna col Bambino e due donatori (1630)
- Sansone e Dalila (1630 circa)
- Riposo nella fuga in Egitto (1630 circa)
- Le nozze mistiche di santa Caterina (1630 circa)
- L'innalzamento della Croce (1630-31)
- Crocifissione (1630-32)
- Madonna col Bambino e sant'Antonio da Padova (1630-1632)
- Gesù sulla Croce fra due ladroni (1630-32 circa)
- Achille tra le figlie di Licomede (1631-32)
- Ritratto di Rupert, principe Palatino (1631-32)
- Ritratto di Carlo Luigi, principe Palatino (1631-32)
- Sant'Antonio da Padova e il mulo di Rimini (1631 circa)
- Ritratto di Maria de' Medici (1631)
- Ritratto di Gastone d'Orléans (1631)
- Re Carlo I e la regina Enrichetta Maria (1632)
- Ritratto di Enrichetta Maria (1632)
- Carlo I ed Enrichetta Maria con i due figli maggiori (1632)
- Ritratto di Philippe le Roy (1632)
- Sir Kenelm e Lady Digby con i due figli maggiori (1632)
- La regina Maria Enrichetta (1632)
- Ritratto di Philip, Lord Wharton (1632 circa)
- Autoritratto con girasole (1632-33)
- La regina Enrichetta Maria con il nano Jeffrey Hudson (1633)
- Ritratto di Marie de Raet (1633)
- Ritratto di Thomas Wentworth, I conte di Strafford (1632-33)
- Lady Venetia Digby sul suo letto di morte (1633)
- Ritratto di Frances Howard, duchessa di Lennox e Richmond (1633)
- Ritratto di Carlo I con M. de Saint-Antonie suo maestro di equitazione (1633)
- Ritratto di Lady Venetia Digby come "Prudenza" (1633-34 circa)
- Ritratto di Venetia Digby come Prudenza (1633-34 circa)
- Ritratto di James Stuart, duca di Lennox e Richmond (1633-34)
- James Stuart, duca di Lennox e Richmond (1634 circa)
- Ritratto di Robert Rich, secondo conte di Warwick (1634 circa)
- Ritratto di William Feilding, primo conte Denbigh (1633-34)
- Ritratto di Henry Danvers, conte di Danby(1633-35 circa)
- Enrichetta di Lorena con un servitore negro (1634)
- Ritratto di Philip Herbert, quarto conte di Pembroke (1634 circa)
- Ritratto del conte Johannes di Nassau-Siegen e la sua famiglia (1634)
- Ritratto di donna anziana (1634)
- Ritratto di Cesare Alessandro Scaglia di Verrua, abate di Staffarda e Mandanici (1634-35)
- L'abate Scaglia che adora la Vergine e il Bambino (1634-35)
- Il principe Tommaso Francesco di Savoia Carignano (1634)
- Compianto sul Cristo morto (1634)
- Ritratto di Justus van Meerstraeten (1634-35)
- Ritratto di Quentin Simons (1634-35)
- François Langlois come savoiardo (1634-37 circa)
- Compianto sul Cristo morto (1635)
- Triplo ritratto di Carlo I (1635)
- I tre figli maggiori di Carlo I (1635)
- George Villiers, secondo duca di Buckingham, e Lord Francis Villiers da bambini (1635)
- I tre figli maggiori di Carlo I (1635)
- Autoritratto con Sir Endymion Porter (1635 circa)
- Ritratto di dama (1635 circa)
- Philip Herbert, quarto conte di Pembroke e la sua famiglia (1635 circa)
- Ritratto di Carlo I a caccia (1635 circa)
- Il conte Arundel con il nipote Lord Malgravers (1635-36)
- Carlo I in abiti regali (1636)
- Carlo I a cavallo (1636 circa)
- Ritratto di ragazza come Erminia (Margaret Lemon) (1636-40)
- La principessa Elisabetta e la principessa Anna (1637)
- George, Lord Digby, e William, Lord Russell (1637 circa)
- Carlo Ludovico e Rupert, principi palatini (1637)
- I cinque figli maggiori di Carlo I (1637)
- Dorothy Savage, viscontessa Andover e sua sorella Elizabeth, Lady Thimbleby (1637 circa)
- Thomas Killigrew e Lord William Crofts (1638)
- Ritratto di Sir Thomas Hanmer (1638 circa)
- Ritratto di Lord John e Lord Bernard Stuart (1638 circa)
- Ritratto di Lady Anne Carr, contessa di Bedford (1638 circa)
- Anne Kirke e Anne Dalkeith (1638 circa)
- Elizabeth Villiers, Lady Delkeith e Cecilia Killigrew (1638 circa)
- La regina Enrichetta Maria, profilo destro (1638)
- La regina Enrichetta Maria vista di fronte (1638)
- Amore e Psiche (1638-40 circa)
- Ritratto di Arthur Goodwin (1639)
- La signora Arthur Goodwin (1639)
- Thomas Howard, secondo conte di Arundel con Aletheia, contessa di Arundel (1639)
- L'abate Cesare Alessandro Scaglia (1639-40)
- Thomas Wentworth, conte di Strafford, con Sir Philip Mainwaring (1639-40)
- Philadelphia ed Elizabeth Wharton (1640)
- La moglie di Endymion Porter (1640 circa)
- Rachel de Ruvigny, contessa di Southampton, come Fortuna (1640 circa)
- Ritratto di Guglielmo II di Nassau-Orange e la principessa Maria (1641)

## Dipinti olio su tavola
- Quadro votivo della famiglia Goubau, (1615 circa)
- San Matteo (1615-16)
- San Giacomo Maggiore (1615-16)
- Ritratto di Hendrik van Thulden (1617 circa)
- Ritratto di Martin Rijckaert (1630 circa)
- Ritratto d'uomo (1618)
- Ritratto di signora (1618)
- Ritratto di Maria van de Wouwer-Clarisse (1618-19)
- San Bartolomeo (1619-20)
- San Giacomo Maggiore (1619-20)
- Ritratto di Cornelius van der Geest (1619-20)
- Ritratto di un membro della famiglia Charles (1620)
- San Martino e il povero (1618-20 circa)
- L'estasi di sant'Agostino (1628 circa)
- L'estasi di sant'Agostino (1630 circa)
- Amarilli e Mirtillo (1631-32)
- Ritratto equestre (il duca d'Epernon) (1634-35)
- I membri del consiglio municipale di Bruxelles (1634-35)

## Principali musei
- Galleria degli Uffizi, Firenze
- Palazzo Rosso, Genova
- Palazzo Abatellis, Palermo
- Pinacoteca Capitolina, Roma
- Galleria Sabauda, Torino
- Kunsthistorisches Museum, Vienna
- Alte Pinakothek, Monaco di Baviera
- Gemäldegalerie, Berlino
- Museo del Louvre, Parigi
- National Gallery, Londra
- Royal Collection, Windsor
- Museo dell'Ermitage, San Pietroburgo
- Museo del Prado, Madrid
- National Gallery, Washington
- Museo Palazzo Costa, Piacenza